# Lista de asteroides (364001-365000)
Esta é uma lista parcial de asteroides, do asteroide número 364001 até o 365000, inclusive. Veja também o índice com todas as listas disponíveis.

| Objeto Próximos à Terra | Cinturão de asteroides (interno) | Cinturão de asteroides (externo) | Centauro       |
| Cruzador de Marte       | Cinturão de asteroides (meio)    | Troianos de Júpiter              | Transnetuniano |

Veja mais dados de cada asteroide na ligação externa para o Minor Planet Center na última coluna.
Índice: 364001... 364101... 364201... 364301... 364401... 364501... 364601... 364701... 364801... 364901... 

## 364001–364100
| Designação | Designação | Descoberta  | Descoberta   | Descobridor(es)     | Categoria | Mais informações / Referência |
| Permanente | Provisória | Data        | Local        | Descobridor(es)     | Categoria | Mais informações / Referência |
| ---------- | ---------- | ----------- | ------------ | ------------------- | --------- | ----------------------------- |
| 364001     | 2005 UO407 | 30 out 2005 | Mount Lemmon | Mount Lemmon Survey | —         | MPC                           |
| 364002     | 2005 UQ434 | 29 out 2005 | Mount Lemmon | Mount Lemmon Survey | —         | MPC                           |
| 364003     | 2005 UQ446 | 29 out 2005 | Catalina     | CSS                 | Brangane  | MPC                           |
| 364004     | 2005 UH450 | 31 out 2005 | Kitt Peak    | Spacewatch          | —         | MPC                           |
| 364005     | 2005 UC460 | 28 out 2005 | Mount Lemmon | Mount Lemmon Survey | —         | MPC                           |
| 364006     | 2005 UR472 | 26 out 2005 | Kitt Peak    | Spacewatch          | —         | MPC                           |
| 364007     | 2005 UE489 | 23 out 2005 | Catalina     | CSS                 | Eos       | MPC                           |
| 364008     | 2005 UC492 | 24 out 2005 | Palomar      | NEAT                | —         | MPC                           |
| 364009     | 2005 UD495 | 26 out 2005 | Socorro      | LINEAR              | —         | MPC                           |
| 364010     | 2005 UE508 | 22 out 2005 | Kitt Peak    | Spacewatch          | —         | MPC                           |
| 364011     | 2005 UZ509 | 23 out 2005 | Palomar      | NEAT                | —         | MPC                           |
| 364012     | 2005 UR517 | 25 out 2005 | Apache Point | A. C. Becker        | Brangane  | MPC                           |
| 364013     | 2005 UP523 | 27 out 2005 | Apache Point | A. C. Becker        | —         | MPC                           |
| 364014     | 2005 UQ525 | 25 out 2005 | Mount Lemmon | Mount Lemmon Survey | Brangane  | MPC                           |
| 364015     | 2005 VD1   | 3 nov 2005  | Socorro      | LINEAR              | —         | MPC                           |
| 364016     | 2005 VY6   | 25 out 2005 | Mount Lemmon | Mount Lemmon Survey | Brangane  | MPC                           |
| 364017     | 2005 VU9   | 2 nov 2005  | Socorro      | LINEAR              | —         | MPC                           |
| 364018     | 2005 VA17  | 3 nov 2005  | Socorro      | LINEAR              | —         | MPC                           |
| 364019     | 2005 VJ29  | 4 nov 2005  | Mount Lemmon | Mount Lemmon Survey | Maria     | MPC                           |
| 364020     | 2005 VF34  | 2 nov 2005  | Mount Lemmon | Mount Lemmon Survey | —         | MPC                           |
| 364021     | 2005 VJ37  | 3 nov 2005  | Catalina     | CSS                 | —         | MPC                           |
| 364022     | 2005 VD59  | 28 out 2005 | Catalina     | CSS                 | —         | MPC                           |
| 364023     | 2005 VS75  | 2 nov 2005  | Socorro      | LINEAR              | —         | MPC                           |
| 364024     | 2005 VB77  | 4 nov 2005  | Catalina     | CSS                 | —         | MPC                           |
| 364025     | 2005 VT116 | 11 nov 2005 | Kitt Peak    | Spacewatch          | —         | MPC                           |
| 364026     | 2005 VU125 | 1 nov 2005  | Apache Point | A. C. Becker        | —         | MPC                           |
| 364027     | 2005 VC126 | 1 nov 2005  | Apache Point | A. C. Becker        | —         | MPC                           |
| 364028     | 2005 VB128 | 1 nov 2005  | Apache Point | A. C. Becker        | —         | MPC                           |
| 364029     | 2005 VA132 | 1 nov 2005  | Apache Point | A. C. Becker        | —         | MPC                           |
| 364030     | 2005 WX9   | 1 nov 2005  | Mount Lemmon | Mount Lemmon Survey | —         | MPC                           |
| 364031     | 2005 WZ10  | 22 nov 2005 | Kitt Peak    | Spacewatch          | —         | MPC                           |
| 364032     | 2005 WY16  | 29 out 2005 | Mount Lemmon | Mount Lemmon Survey | —         | MPC                           |
| 364033     | 2005 WJ33  | 21 nov 2005 | Kitt Peak    | Spacewatch          | —         | MPC                           |
| 364034     | 2005 WD35  | 22 nov 2005 | Kitt Peak    | Spacewatch          | —         | MPC                           |
| 364035     | 2005 WD40  | 25 nov 2005 | Mount Lemmon | Mount Lemmon Survey | Ursula    | MPC                           |
| 364036     | 2005 WD46  | 22 nov 2005 | Kitt Peak    | Spacewatch          | —         | MPC                           |
| 364037     | 2005 WT48  | 25 nov 2005 | Kitt Peak    | Spacewatch          | —         | MPC                           |
| 364038     | 2005 WA49  | 25 nov 2005 | Kitt Peak    | Spacewatch          | —         | MPC                           |
| 364039     | 2005 WK59  | 26 nov 2005 | Mount Lemmon | Mount Lemmon Survey | —         | MPC                           |
| 364040     | 2005 WX65  | 22 nov 2005 | Kitt Peak    | Spacewatch          | —         | MPC                           |
| 364041     | 2005 WU66  | 22 nov 2005 | Kitt Peak    | Spacewatch          | —         | MPC                           |
| 364042     | 2005 WP74  | 1 out 2005  | Catalina     | CSS                 | —         | MPC                           |
| 364043     | 2005 WN86  | 28 nov 2005 | Mount Lemmon | Mount Lemmon Survey | Brangane  | MPC                           |
| 364044     | 2005 WK87  | 28 nov 2005 | Mount Lemmon | Mount Lemmon Survey | —         | MPC                           |
| 364045     | 2005 WH95  | 26 nov 2005 | Kitt Peak    | Spacewatch          | —         | MPC                           |
| 364046     | 2005 WV96  | 26 nov 2005 | Kitt Peak    | Spacewatch          | —         | MPC                           |
| 364047     | 2005 WJ103 | 26 nov 2005 | Catalina     | CSS                 | —         | MPC                           |
| 364048     | 2005 WX110 | 30 nov 2005 | Kitt Peak    | Spacewatch          | —         | MPC                           |
| 364049     | 2005 WE117 | 29 nov 2005 | Socorro      | LINEAR              | —         | MPC                           |
| 364050     | 2005 WG135 | 25 nov 2005 | Mount Lemmon | Mount Lemmon Survey | —         | MPC                           |
| 364051     | 2005 WH141 | 28 nov 2005 | Mount Lemmon | Mount Lemmon Survey | —         | MPC                           |
| 364052     | 2005 WY143 | 30 nov 2005 | Kitt Peak    | Spacewatch          | —         | MPC                           |
| 364053     | 2005 WO145 | 25 nov 2005 | Kitt Peak    | Spacewatch          | Brangane  | MPC                           |
| 364054     | 2005 WM147 | 25 nov 2005 | Catalina     | CSS                 | —         | MPC                           |
| 364055     | 2005 WK152 | 6 nov 2005  | Kitt Peak    | Spacewatch          | —         | MPC                           |
| 364056     | 2005 WR152 | 29 nov 2005 | Kitt Peak    | Spacewatch          | —         | MPC                           |
| 364057     | 2005 WC162 | 28 nov 2005 | Mount Lemmon | Mount Lemmon Survey | Ursula    | MPC                           |
| 364058     | 2005 WY184 | 29 nov 2005 | Socorro      | LINEAR              | Maria     | MPC                           |
| 364059     | 2005 WZ186 | 6 nov 2005  | Mount Lemmon | Mount Lemmon Survey | —         | MPC                           |
| 364060     | 2005 XS21  | 2 dez 2005  | Socorro      | LINEAR              | —         | MPC                           |
| 364061     | 2005 XA26  | 4 dez 2005  | Mount Lemmon | Mount Lemmon Survey | —         | MPC                           |
| 364062     | 2005 XY26  | 4 dez 2005  | Kitt Peak    | Spacewatch          | —         | MPC                           |
| 364063     | 2005 XZ29  | 1 dez 2005  | Kitt Peak    | Spacewatch          | —         | MPC                           |
| 364064     | 2005 XQ53  | 4 dez 2005  | Kitt Peak    | Spacewatch          | —         | MPC                           |
| 364065     | 2005 XZ61  | 5 dez 2005  | Socorro      | LINEAR              | —         | MPC                           |
| 364066     | 2005 XM63  | 29 nov 2005 | Kitt Peak    | Spacewatch          | —         | MPC                           |
| 364067     | 2005 XK66  | 6 dez 2005  | Socorro      | LINEAR              | —         | MPC                           |
| 364068     | 2005 XW74  | 6 dez 2005  | Kitt Peak    | Spacewatch          | —         | MPC                           |
| 364069     | 2005 XR91  | 2 dez 2005  | Kitt Peak    | Spacewatch          | —         | MPC                           |
| 364070     | 2005 XX107 | 1 dez 2005  | Kitt Peak    | M. W. Buie          | —         | MPC                           |
| 364071     | 2005 YX1   | 21 dez 2005 | Catalina     | CSS                 | —         | MPC                           |
| 364072     | 2005 YZ14  | 22 dez 2005 | Kitt Peak    | Spacewatch          | —         | MPC                           |
| 364073     | 2005 YZ20  | 24 dez 2005 | Kitt Peak    | Spacewatch          | —         | MPC                           |
| 364074     | 2005 YL24  | 24 dez 2005 | Kitt Peak    | Spacewatch          | —         | MPC                           |
| 364075     | 2005 YL32  | 22 dez 2005 | Kitt Peak    | Spacewatch          | Brangane  | MPC                           |
| 364076     | 2005 YX42  | 24 dez 2005 | Kitt Peak    | Spacewatch          | —         | MPC                           |
| 364077     | 2005 YX48  | 22 dez 2005 | Kitt Peak    | Spacewatch          | Ursula    | MPC                           |
| 364078     | 2005 YQ50  | 25 dez 2005 | Kitt Peak    | Spacewatch          | —         | MPC                           |
| 364079     | 2005 YZ50  | 25 dez 2005 | Mount Lemmon | Mount Lemmon Survey | —         | MPC                           |
| 364080     | 2005 YP54  | 25 dez 2005 | Mount Lemmon | Mount Lemmon Survey | —         | MPC                           |
| 364081     | 2005 YR54  | 25 dez 2005 | Kitt Peak    | Spacewatch          | —         | MPC                           |
| 364082     | 2005 YL64  | 1 out 2005  | Mount Lemmon | Mount Lemmon Survey | Brangane  | MPC                           |
| 364083     | 2005 YL69  | 26 dez 2005 | Kitt Peak    | Spacewatch          | —         | MPC                           |
| 364084     | 2005 YZ80  | 24 dez 2005 | Kitt Peak    | Spacewatch          | Brangane  | MPC                           |
| 364085     | 2005 YL85  | 25 dez 2005 | Mount Lemmon | Mount Lemmon Survey | —         | MPC                           |
| 364086     | 2005 YP89  | 26 dez 2005 | Mount Lemmon | Mount Lemmon Survey | —         | MPC                           |
| 364087     | 2005 YU94  | 12 nov 2005 | Kitt Peak    | Spacewatch          | —         | MPC                           |
| 364088     | 2005 YS124 | 26 dez 2005 | Kitt Peak    | Spacewatch          | —         | MPC                           |
| 364089     | 2005 YT124 | 26 dez 2005 | Kitt Peak    | Spacewatch          | —         | MPC                           |
| 364090     | 2005 YN125 | 5 dez 2005  | Mount Lemmon | Mount Lemmon Survey | —         | MPC                           |
| 364091     | 2005 YO127 | 24 dez 2005 | Socorro      | LINEAR              | —         | MPC                           |
| 364092     | 2005 YK132 | 25 dez 2005 | Mount Lemmon | Mount Lemmon Survey | —         | MPC                           |
| 364093     | 2005 YF140 | 28 dez 2005 | Mount Lemmon | Mount Lemmon Survey | Brangane  | MPC                           |
| 364094     | 2005 YL150 | 25 dez 2005 | Kitt Peak    | Spacewatch          | —         | MPC                           |
| 364095     | 2005 YT150 | 30 out 2005 | Mount Lemmon | Mount Lemmon Survey | —         | MPC                           |
| 364096     | 2005 YB151 | 25 dez 2005 | Kitt Peak    | Spacewatch          | —         | MPC                           |
| 364097     | 2005 YF164 | 29 dez 2005 | Kitt Peak    | Spacewatch          | —         | MPC                           |
| 364098     | 2005 YG170 | 27 dez 2005 | Kitt Peak    | Spacewatch          | Ursula    | MPC                           |
| 364099     | 2005 YH175 | 27 out 2005 | Mount Lemmon | Mount Lemmon Survey | —         | MPC                           |
| 364100     | 2005 YH203 | 25 dez 2005 | Kitt Peak    | Spacewatch          | —         | MPC                           |

## 364101–364200
| Designação      | Designação | Descoberta  | Descoberta        | Descobridor(es)     | Categoria | Mais informações / Referência |
| Permanente      | Provisória | Data        | Local             | Descobridor(es)     | Categoria | Mais informações / Referência |
| --------------- | ---------- | ----------- | ----------------- | ------------------- | --------- | ----------------------------- |
| 364101          | 2005 YL214 | 30 nov 2005 | Kitt Peak         | Spacewatch          | —         | MPC                           |
| 364102          | 2005 YJ234 | 2 dez 2005  | Mount Lemmon      | Mount Lemmon Survey | Brangane  | MPC                           |
| 364103          | 2005 YY248 | 4 dez 2005  | Kitt Peak         | Spacewatch          | —         | MPC                           |
| 364104          | 2005 YA251 | 28 dez 2005 | Kitt Peak         | Spacewatch          | —         | MPC                           |
| 364105          | 2005 YJ270 | 6 nov 2005  | Kitt Peak         | Spacewatch          | —         | MPC                           |
| 364106          | 2005 YU270 | 28 dez 2005 | Mount Lemmon      | Mount Lemmon Survey | —         | MPC                           |
| 364107          | 2005 YS278 | 25 dez 2005 | Mount Lemmon      | Mount Lemmon Survey | —         | MPC                           |
| 364108          | 2005 YA285 | 28 dez 2005 | Kitt Peak         | Spacewatch          | Brangane  | MPC                           |
| 364109          | 2006 AC1   | 2 jan 2006  | Mount Lemmon      | Mount Lemmon Survey | —         | MPC                           |
| 364110          | 2006 AR5   | 2 jan 2006  | Catalina          | CSS                 | —         | MPC                           |
| 364111          | 2006 AY15  | 4 jan 2006  | Kitt Peak         | Spacewatch          | —         | MPC                           |
| 364112          | 2006 AU18  | 5 jan 2006  | Kitt Peak         | Spacewatch          | —         | MPC                           |
| 364113          | 2006 AP28  | 30 nov 2005 | Mount Lemmon      | Mount Lemmon Survey | —         | MPC                           |
| 364114          | 2006 AS38  | 25 dez 2005 | Kitt Peak         | Spacewatch          | —         | MPC                           |
| 364115          | 2006 AX38  | 22 dez 2005 | Kitt Peak         | Spacewatch          | Brangane  | MPC                           |
| 364116          | 2006 AB52  | 5 jan 2006  | Kitt Peak         | Spacewatch          | —         | MPC                           |
| 364117          | 2006 AS57  | 8 jan 2006  | Catalina          | CSS                 | —         | MPC                           |
| 364118          | 2006 AV61  | 5 jan 2006  | Kitt Peak         | Spacewatch          | —         | MPC                           |
| 364119          | 2006 AR86  | 5 jan 2006  | Socorro           | LINEAR              | —         | MPC                           |
| 364120          | 2006 AM91  | 7 jan 2006  | Kitt Peak         | Spacewatch          | —         | MPC                           |
| 364121          | 2006 AF104 | 5 jan 2006  | Mount Lemmon      | Mount Lemmon Survey | —         | MPC                           |
| 364122          | 2006 AY104 | 6 jan 2006  | Kitt Peak         | Spacewatch          | —         | MPC                           |
| 364123          | 2006 BM68  | 23 jan 2006 | Kitt Peak         | Spacewatch          | —         | MPC                           |
| 364124          | 2006 BY78  | 23 jan 2006 | Mount Lemmon      | Mount Lemmon Survey | —         | MPC                           |
| 364125          | 2006 BM84  | 25 jan 2006 | Kitt Peak         | Spacewatch          | —         | MPC                           |
| 364126          | 2006 BH93  | 26 jan 2006 | Kitt Peak         | Spacewatch          | —         | MPC                           |
| 364127          | 2006 BK142 | 26 jan 2006 | Kitt Peak         | Spacewatch          | —         | MPC                           |
| 364128          | 2006 BT182 | 27 jan 2006 | Mount Lemmon      | Mount Lemmon Survey | —         | MPC                           |
| 364129          | 2006 BA188 | 28 jan 2006 | Kitt Peak         | Spacewatch          | —         | MPC                           |
| 364130          | 2006 BH205 | 31 jan 2006 | Kitt Peak         | Spacewatch          | —         | MPC                           |
| 364131          | 2006 BO230 | 31 jan 2006 | Kitt Peak         | Spacewatch          | —         | MPC                           |
| 364132          | 2006 BN231 | 31 jan 2006 | Kitt Peak         | Spacewatch          | —         | MPC                           |
| 364133          | 2006 BG238 | 23 jan 2006 | Kitt Peak         | Spacewatch          | —         | MPC                           |
| 364134          | 2006 BQ239 | 7 jan 2006  | Mount Lemmon      | Mount Lemmon Survey | —         | MPC                           |
| 364135          | 2006 BL280 | 27 jan 2006 | Mount Lemmon      | Mount Lemmon Survey | —         | MPC                           |
| 364136          | 2006 CJ    | 1 fev 2006  | Siding Spring     | SSS                 | —         | MPC                           |
| 364137          | 2006 CM4   | 1 fev 2006  | Mount Lemmon      | Mount Lemmon Survey | —         | MPC                           |
| 364138          | 2006 CF14  | 23 jan 2006 | Mount Lemmon      | Mount Lemmon Survey | Brangane  | MPC                           |
| 364139          | 2006 CC68  | 1 fev 2006  | Mount Lemmon      | Mount Lemmon Survey | —         | MPC                           |
| 364140          | 2006 DM11  | 21 fev 2006 | Catalina          | CSS                 | —         | MPC                           |
| 364141          | 2006 DC42  | 24 fev 2006 | Catalina          | CSS                 | —         | MPC                           |
| 364142          | 2006 DN62  | 25 fev 2006 | Socorro           | LINEAR              | —         | MPC                           |
| 364143          | 2006 DE135 | 25 fev 2006 | Mount Lemmon      | Mount Lemmon Survey | —         | MPC                           |
| 364144          | 2006 DN135 | 25 fev 2006 | Mount Lemmon      | Mount Lemmon Survey | —         | MPC                           |
| 364145          | 2006 DX142 | 25 fev 2006 | Kitt Peak         | Spacewatch          | —         | MPC                           |
| 364146          | 2006 DW210 | 20 fev 2006 | Kitt Peak         | Spacewatch          | —         | MPC                           |
| 364147          | 2006 FD12  | 23 mar 2006 | Kitt Peak         | Spacewatch          | Brangane  | MPC                           |
| 364148          | 2006 FA13  | 23 mar 2006 | Kitt Peak         | Spacewatch          | —         | MPC                           |
| 364149          | 2006 FT36  | 22 mar 2006 | Catalina          | CSS                 | —         | MPC                           |
| 364150          | 2006 FK49  | 25 mar 2006 | Catalina          | CSS                 | —         | MPC                           |
| 364151          | 2006 FD53  | 24 mar 2006 | Mount Lemmon      | Mount Lemmon Survey | —         | MPC                           |
| 364152          | 2006 GW9   | 2 abr 2006  | Kitt Peak         | Spacewatch          | —         | MPC                           |
| 364153          | 2006 GX40  | 7 abr 2006  | Catalina          | CSS                 | —         | MPC                           |
| 364154          | 2006 GE52  | 28 dez 2005 | Kitt Peak         | Spacewatch          | —         | MPC                           |
| 364155          | 2006 GA55  | 8 abr 2006  | Kitt Peak         | Spacewatch          | —         | MPC                           |
| 364156          | 2006 HJ13  | 19 abr 2006 | Kitt Peak         | Spacewatch          | —         | MPC                           |
| 364157          | 2006 HQ27  | 20 abr 2006 | Kitt Peak         | Spacewatch          | —         | MPC                           |
| 364158          | 2006 HE40  | 21 abr 2006 | Kitt Peak         | Spacewatch          | —         | MPC                           |
| 364159          | 2006 HS47  | 24 abr 2006 | Kitt Peak         | Spacewatch          | —         | MPC                           |
| 364160          | 2006 HZ50  | 26 abr 2006 | Saint-Sulpice     | B. Christophe       | —         | MPC                           |
| 364161          | 2006 HS54  | 21 abr 2006 | Catalina          | CSS                 | —         | MPC                           |
| 364162          | 2006 HF101 | 30 abr 2006 | Kitt Peak         | Spacewatch          | —         | MPC                           |
| 364163          | 2006 HR118 | 30 abr 2006 | Kitt Peak         | Spacewatch          | —         | MPC                           |
| 364164          | 2006 HE120 | 30 abr 2006 | Kitt Peak         | Spacewatch          | —         | MPC                           |
| 364165          | 2006 HO127 | 28 abr 2006 | Cerro Tololo      | M. W. Buie          | —         | MPC                           |
| 364166          | 2006 JB    | 1 mai 2006  | Wrightwood        | J. W. Young         | —         | MPC                           |
| 364167          | 2006 JQ3   | 2 mai 2006  | Kitt Peak         | Spacewatch          | —         | MPC                           |
| 364168          | 2006 JX14  | 1 mai 2006  | Kitt Peak         | Spacewatch          | —         | MPC                           |
| 364169          | 2006 JA38  | 5 mai 2006  | Kitt Peak         | Spacewatch          | —         | MPC                           |
| 364170          | 2006 JZ54  | 9 mai 2006  | Mount Lemmon      | Mount Lemmon Survey | —         | MPC                           |
| 364171          | 2006 JZ81  | 1 mai 2006  | Mauna Kea         | Mauna Kea Obs.      | —         | MPC                           |
| 364172          | 2006 KU16  | 21 mai 2006 | Catalina          | CSS                 | —         | MPC                           |
| 364173          | 2006 KT25  | 19 mai 2006 | Mount Lemmon      | Mount Lemmon Survey | —         | MPC                           |
| 364174          | 2006 KV47  | 21 mai 2006 | Kitt Peak         | Spacewatch          | —         | MPC                           |
| 364175          | 2006 KV49  | 21 mai 2006 | Kitt Peak         | Spacewatch          | —         | MPC                           |
| 364176          | 2006 KG62  | 22 mai 2006 | Kitt Peak         | Spacewatch          | —         | MPC                           |
| 364177          | 2006 KX89  | 21 mai 2006 | Mount Lemmon      | Mount Lemmon Survey | —         | MPC                           |
| 364178          | 2006 KB92  | 25 mai 2006 | Kitt Peak         | Spacewatch          | —         | MPC                           |
| 364179          | 2006 KU138 | 25 mai 2006 | Mauna Kea         | P. A. Wiegert       | Mitidika  | MPC                           |
| 364180          | 2006 OA8   | 20 jul 2006 | Palomar           | NEAT                | —         | MPC                           |
| 364181          | 2006 OJ14  | 21 jul 2006 | Mount Lemmon      | Mount Lemmon Survey | —         | MPC                           |
| 364182          | 2006 OF21  | 21 jul 2006 | Mount Lemmon      | Mount Lemmon Survey | —         | MPC                           |
| 364183          | 2006 PJ2   | 3 jun 2006  | Mount Lemmon      | Mount Lemmon Survey | —         | MPC                           |
| 364184          | 2006 PH7   | 12 ago 2006 | Palomar           | NEAT                | —         | MPC                           |
| 364185          | 2006 PF8   | 13 ago 2006 | Palomar           | NEAT                | —         | MPC                           |
| 364186          | 2006 PH8   | 3 jun 2006  | Mount Lemmon      | Mount Lemmon Survey | —         | MPC                           |
| 364187          | 2006 PU10  | 13 ago 2006 | Palomar           | NEAT                | —         | MPC                           |
| 364188          | 2006 PC26  | 10 mar 2005 | Mount Lemmon      | Mount Lemmon Survey | Mitidika  | MPC                           |
| 364189          | 2006 PP27  | 13 ago 2006 | Siding Spring     | SSS                 | —         | MPC                           |
| 364190          | 2006 PJ36  | 12 ago 2006 | Palomar           | NEAT                | Mitidika  | MPC                           |
| 364191          | 2006 PU43  | 13 ago 2006 | Palomar           | NEAT                | —         | MPC                           |
| 364192 Qianruhu | 2006 QR1   | 16 ago 2006 | Lulin Observatory | Q.-z. Ye, C.-S. Lin | —         | MPC                           |
| 364193          | 2006 QA3   | 17 ago 2006 | Palomar           | NEAT                | —         | MPC                           |
| 364194          | 2006 QD3   | 17 ago 2006 | Palomar           | NEAT                | —         | MPC                           |
| 364195          | 2006 QD12  | 16 ago 2006 | Siding Spring     | SSS                 | Mitidika  | MPC                           |
| 364196          | 2006 QE19  | 17 ago 2006 | Palomar           | NEAT                | —         | MPC                           |
| 364197          | 2006 QD21  | 20 jul 2006 | Palomar           | NEAT                | —         | MPC                           |
| 364198          | 2006 QN43  | 18 ago 2006 | Kitt Peak         | Spacewatch          | —         | MPC                           |
| 364199          | 2006 QC47  | 20 ago 2006 | Palomar           | NEAT                | —         | MPC                           |
| 364200          | 2006 QZ58  | 19 ago 2006 | Anderson Mesa     | LONEOS              | —         | MPC                           |

## 364201–364300
| Designação          | Designação | Descoberta  | Descoberta    | Descobridor(es)     | Categoria | Mais informações / Referência |
| Permanente          | Provisória | Data        | Local         | Descobridor(es)     | Categoria | Mais informações / Referência |
| ------------------- | ---------- | ----------- | ------------- | ------------------- | --------- | ----------------------------- |
| 364201              | 2006 QG76  | 21 ago 2006 | Kitt Peak     | Spacewatch          | —         | MPC                           |
| 364202              | 2006 QA81  | 24 ago 2006 | Palomar       | NEAT                | —         | MPC                           |
| 364203              | 2006 QO96  | 16 ago 2006 | Palomar       | NEAT                | Mitidika  | MPC                           |
| 364204              | 2006 QR100 | 25 ago 2006 | Socorro       | LINEAR              | —         | MPC                           |
| 364205              | 2006 QQ104 | 28 ago 2006 | Catalina      | CSS                 | —         | MPC                           |
| 364206              | 2006 QC114 | 27 ago 2006 | Anderson Mesa | LONEOS              | —         | MPC                           |
| 364207              | 2006 QC115 | 27 ago 2006 | Anderson Mesa | LONEOS              | —         | MPC                           |
| 364208              | 2006 QS116 | 27 ago 2006 | Anderson Mesa | LONEOS              | —         | MPC                           |
| 364209              | 2006 QW119 | 28 ago 2006 | Catalina      | CSS                 | —         | MPC                           |
| 364210              | 2006 QB160 | 19 ago 2006 | Kitt Peak     | Spacewatch          | —         | MPC                           |
| 364211              | 2006 QO162 | 21 ago 2006 | Kitt Peak     | Spacewatch          | —         | MPC                           |
| 364212              | 2006 QO163 | 29 ago 2006 | Kitt Peak     | Spacewatch          | —         | MPC                           |
| 364213              | 2006 QQ166 | 29 ago 2006 | Anderson Mesa | LONEOS              | —         | MPC                           |
| 364214              | 2006 RA6   | 14 set 2006 | Kitt Peak     | Spacewatch          | —         | MPC                           |
| 364215              | 2006 RQ17  | 14 set 2006 | Catalina      | CSS                 | —         | MPC                           |
| 364216              | 2006 RP36  | 14 set 2006 | Catalina      | CSS                 | —         | MPC                           |
| 364217              | 2006 RU43  | 14 set 2006 | Kitt Peak     | Spacewatch          | —         | MPC                           |
| 364218              | 2006 RV43  | 14 set 2006 | Kitt Peak     | Spacewatch          | —         | MPC                           |
| 364219              | 2006 RX46  | 14 set 2006 | Kitt Peak     | Spacewatch          | —         | MPC                           |
| 364220              | 2006 RQ50  | 14 set 2006 | Kitt Peak     | Spacewatch          | —         | MPC                           |
| 364221              | 2006 RX54  | 14 set 2006 | Kitt Peak     | Spacewatch          | —         | MPC                           |
| 364222              | 2006 RO56  | 14 set 2006 | Kitt Peak     | Spacewatch          | —         | MPC                           |
| 364223              | 2006 RC73  | 15 set 2006 | Kitt Peak     | Spacewatch          | —         | MPC                           |
| 364224              | 2006 RT94  | 11 abr 2005 | Kitt Peak     | Spacewatch          | —         | MPC                           |
| 364225              | 2006 SC29  | 17 set 2006 | Kitt Peak     | Spacewatch          | —         | MPC                           |
| 364226              | 2006 SQ31  | 24 ago 2006 | Palomar       | NEAT                | —         | MPC                           |
| 364227              | 2006 SX43  | 17 set 2006 | Catalina      | CSS                 | —         | MPC                           |
| 364228              | 2006 SQ61  | 16 set 2006 | Catalina      | CSS                 | —         | MPC                           |
| 364229              | 2006 SY63  | 21 set 2006 | Anderson Mesa | LONEOS              | —         | MPC                           |
| 364230              | 2006 SN73  | 19 set 2006 | Kitt Peak     | Spacewatch          | —         | MPC                           |
| 364231              | 2006 SX74  | 19 set 2006 | Kitt Peak     | Spacewatch          | Mitidika  | MPC                           |
| 364232              | 2006 SW103 | 19 set 2006 | Kitt Peak     | Spacewatch          | —         | MPC                           |
| 364233              | 2006 SQ119 | 18 set 2006 | Catalina      | CSS                 | —         | MPC                           |
| 364234              | 2006 SO147 | 19 set 2006 | Kitt Peak     | Spacewatch          | —         | MPC                           |
| 364235              | 2006 SW149 | 19 set 2006 | Kitt Peak     | Spacewatch          | —         | MPC                           |
| 364236              | 2006 SN150 | 19 set 2006 | Kitt Peak     | Spacewatch          | —         | MPC                           |
| 364237              | 2006 SE152 | 19 set 2006 | Kitt Peak     | Spacewatch          | —         | MPC                           |
| 364238              | 2006 SP164 | 14 jun 2005 | Kitt Peak     | Spacewatch          | Phocaea   | MPC                           |
| 364239              | 2006 SK185 | 25 set 2006 | Kitt Peak     | Spacewatch          | —         | MPC                           |
| 364240              | 2006 SJ186 | 25 set 2006 | Kitt Peak     | Spacewatch          | —         | MPC                           |
| 364241              | 2006 SE189 | 26 set 2006 | Kitt Peak     | Spacewatch          | —         | MPC                           |
| 364242              | 2006 SX189 | 26 set 2006 | Mount Lemmon  | Mount Lemmon Survey | —         | MPC                           |
| 364243              | 2006 SK194 | 26 set 2006 | Kitt Peak     | Spacewatch          | —         | MPC                           |
| 364244              | 2006 ST200 | 24 set 2006 | Kitt Peak     | Spacewatch          | —         | MPC                           |
| 364245              | 2006 SW203 | 25 set 2006 | Kitt Peak     | Spacewatch          | —         | MPC                           |
| 364246              | 2006 SD206 | 25 set 2006 | Kitt Peak     | Spacewatch          | —         | MPC                           |
| 364247              | 2006 SA207 | 25 set 2006 | Mount Lemmon  | Mount Lemmon Survey | —         | MPC                           |
| 364248              | 2006 SJ230 | 26 set 2006 | Socorro       | LINEAR              | Phocaea   | MPC                           |
| 364249              | 2006 ST248 | 26 set 2006 | Kitt Peak     | Spacewatch          | —         | MPC                           |
| 364250              | 2006 SW287 | 25 set 2006 | Catalina      | CSS                 | —         | MPC                           |
| 364251              | 2006 SX295 | 25 set 2006 | Kitt Peak     | Spacewatch          | —         | MPC                           |
| 364252              | 2006 SE316 | 7 mar 1997  | Kitt Peak     | Spacewatch          | —         | MPC                           |
| 364253              | 2006 SF318 | 17 set 2006 | Kitt Peak     | Spacewatch          | —         | MPC                           |
| 364254              | 2006 SH318 | 27 set 2006 | Kitt Peak     | Spacewatch          | —         | MPC                           |
| 364255              | 2006 SC327 | 27 set 2006 | Kitt Peak     | Spacewatch          | —         | MPC                           |
| 364256              | 2006 SW328 | 27 set 2006 | Kitt Peak     | Spacewatch          | —         | MPC                           |
| 364257              | 2006 SR347 | 28 set 2006 | Kitt Peak     | Spacewatch          | —         | MPC                           |
| 364258              | 2006 SO351 | 30 set 2006 | Catalina      | CSS                 | —         | MPC                           |
| 364259              | 2006 SE353 | 30 set 2006 | Catalina      | CSS                 | —         | MPC                           |
| 364260              | 2006 SV364 | 30 set 2006 | Catalina      | CSS                 | —         | MPC                           |
| 364261              | 2006 SN365 | 30 set 2006 | Mount Lemmon  | Mount Lemmon Survey | —         | MPC                           |
| 364262              | 2006 SH386 | 29 set 2006 | Apache Point  | A. C. Becker        | —         | MPC                           |
| 364263              | 2006 TL1   | 18 set 2006 | Catalina      | CSS                 | —         | MPC                           |
| 364264 Martymartina | 2006 TP7   | 11 out 2006 | San Marcello  | L. Tesi, G. Fagioli | Mitidika  | MPC                           |
| 364265              | 2006 TU15  | 11 out 2006 | Kitt Peak     | Spacewatch          | —         | MPC                           |
| 364266              | 2006 TL22  | 11 out 2006 | Kitt Peak     | Spacewatch          | —         | MPC                           |
| 364267              | 2006 TG27  | 12 out 2006 | Kitt Peak     | Spacewatch          | —         | MPC                           |
| 364268              | 2006 TM29  | 12 out 2006 | Kitt Peak     | Spacewatch          | —         | MPC                           |
| 364269              | 2006 TQ32  | 11 out 2006 | Palomar       | NEAT                | —         | MPC                           |
| 364270              | 2006 TY32  | 12 out 2006 | Kitt Peak     | Spacewatch          | —         | MPC                           |
| 364271              | 2006 TU34  | 12 out 2006 | Kitt Peak     | Spacewatch          | —         | MPC                           |
| 364272              | 2006 TU41  | 12 out 2006 | Palomar       | NEAT                | —         | MPC                           |
| 364273              | 2006 TW48  | 12 out 2006 | Kitt Peak     | Spacewatch          | —         | MPC                           |
| 364274              | 2006 TF52  | 12 out 2006 | Kitt Peak     | Spacewatch          | —         | MPC                           |
| 364275              | 2006 TM52  | 12 out 2006 | Kitt Peak     | Spacewatch          | —         | MPC                           |
| 364276              | 2006 TO52  | 12 out 2006 | Kitt Peak     | Spacewatch          | —         | MPC                           |
| 364277              | 2006 TL53  | 12 out 2006 | Kitt Peak     | Spacewatch          | —         | MPC                           |
| 364278              | 2006 TZ58  | 13 out 2006 | Kitt Peak     | Spacewatch          | —         | MPC                           |
| 364279              | 2006 TC65  | 30 set 2006 | Kitt Peak     | Spacewatch          | —         | MPC                           |
| 364280              | 2006 TC66  | 19 set 2006 | Catalina      | CSS                 | —         | MPC                           |
| 364281              | 2006 TB71  | 11 out 2006 | Palomar       | NEAT                | —         | MPC                           |
| 364282              | 2006 TG73  | 11 out 2006 | Palomar       | NEAT                | —         | MPC                           |
| 364283              | 2006 TP78  | 12 out 2006 | Kitt Peak     | Spacewatch          | —         | MPC                           |
| 364284              | 2006 TZ85  | 2 out 2006  | Mount Lemmon  | Mount Lemmon Survey | —         | MPC                           |
| 364285              | 2006 TF87  | 13 out 2006 | Kitt Peak     | Spacewatch          | —         | MPC                           |
| 364286              | 2006 TO87  | 13 out 2006 | Kitt Peak     | Spacewatch          | —         | MPC                           |
| 364287              | 2006 TJ89  | 13 out 2006 | Kitt Peak     | Spacewatch          | —         | MPC                           |
| 364288              | 2006 TT89  | 13 out 2006 | Kitt Peak     | Spacewatch          | —         | MPC                           |
| 364289              | 2006 TV89  | 13 out 2006 | Kitt Peak     | Spacewatch          | Phocaea   | MPC                           |
| 364290              | 2006 TE93  | 15 out 2006 | Kitt Peak     | Spacewatch          | —         | MPC                           |
| 364291              | 2006 TS97  | 13 out 2006 | Kitt Peak     | Spacewatch          | —         | MPC                           |
| 364292              | 2006 TE100 | 15 out 2006 | Kitt Peak     | Spacewatch          | —         | MPC                           |
| 364293              | 2006 TK103 | 15 out 2006 | Kitt Peak     | Spacewatch          | —         | MPC                           |
| 364294              | 2006 TH108 | 9 out 2006  | Palomar       | NEAT                | —         | MPC                           |
| 364295              | 2006 TJ124 | 2 out 2006  | Mount Lemmon  | Mount Lemmon Survey | —         | MPC                           |
| 364296              | 2006 TJ125 | 12 out 2006 | Kitt Peak     | Spacewatch          | —         | MPC                           |
| 364297              | 2006 TL126 | 4 out 2006  | Mount Lemmon  | Mount Lemmon Survey | —         | MPC                           |
| 364298              | 2006 TD129 | 4 out 2006  | Mount Lemmon  | Mount Lemmon Survey | —         | MPC                           |
| 364299              | 2006 UG4   | 17 out 2006 | Piszkéstető   | K. Sárneczky        | —         | MPC                           |
| 364300              | 2006 UE9   | 16 out 2006 | Catalina      | CSS                 | —         | MPC                           |

## 364301–364400
| Designação | Designação | Descoberta  | Descoberta   | Descobridor(es)     | Categoria | Mais informações / Referência |
| Permanente | Provisória | Data        | Local        | Descobridor(es)     | Categoria | Mais informações / Referência |
| ---------- | ---------- | ----------- | ------------ | ------------------- | --------- | ----------------------------- |
| 364301     | 2006 UA14  | 25 set 2006 | Mount Lemmon | Mount Lemmon Survey | —         | MPC                           |
| 364302     | 2006 UA15  | 17 out 2006 | Mount Lemmon | Mount Lemmon Survey | —         | MPC                           |
| 364303     | 2006 UA22  | 16 out 2006 | Kitt Peak    | Spacewatch          | —         | MPC                           |
| 364304     | 2006 UC28  | 16 out 2006 | Kitt Peak    | Spacewatch          | —         | MPC                           |
| 364305     | 2006 UJ34  | 16 out 2006 | Kitt Peak    | Spacewatch          | —         | MPC                           |
| 364306     | 2006 UJ35  | 16 out 2006 | Catalina     | CSS                 | —         | MPC                           |
| 364307     | 2006 UF36  | 16 out 2006 | Kitt Peak    | Spacewatch          | —         | MPC                           |
| 364308     | 2006 UO39  | 25 set 2006 | Mount Lemmon | Mount Lemmon Survey | —         | MPC                           |
| 364309     | 2006 UT40  | 16 out 2006 | Kitt Peak    | Spacewatch          | —         | MPC                           |
| 364310     | 2006 UR43  | 16 out 2006 | Kitt Peak    | Spacewatch          | —         | MPC                           |
| 364311     | 2006 UG44  | 16 out 2006 | Kitt Peak    | Spacewatch          | —         | MPC                           |
| 364312     | 2006 UD47  | 16 out 2006 | Kitt Peak    | Spacewatch          | —         | MPC                           |
| 364313     | 2006 UB54  | 15 dez 1998 | Caussols     | ODAS                | —         | MPC                           |
| 364314     | 2006 UV62  | 22 out 2006 | Jornada      | D. S. Dixon         | —         | MPC                           |
| 364315     | 2006 UW68  | 16 out 2006 | Catalina     | CSS                 | —         | MPC                           |
| 364316     | 2006 UD70  | 16 out 2006 | Catalina     | CSS                 | —         | MPC                           |
| 364317     | 2006 UF71  | 16 out 2006 | Kitt Peak    | Spacewatch          | —         | MPC                           |
| 364318     | 2006 UN74  | 17 out 2006 | Kitt Peak    | Spacewatch          | —         | MPC                           |
| 364319     | 2006 UP80  | 17 out 2006 | Mount Lemmon | Mount Lemmon Survey | —         | MPC                           |
| 364320     | 2006 UO85  | 17 out 2006 | Mount Lemmon | Mount Lemmon Survey | —         | MPC                           |
| 364321     | 2006 UT86  | 17 out 2006 | Mount Lemmon | Mount Lemmon Survey | —         | MPC                           |
| 364322     | 2006 UA87  | 17 out 2006 | Mount Lemmon | Mount Lemmon Survey | —         | MPC                           |
| 364323     | 2006 UE90  | 17 out 2006 | Kitt Peak    | Spacewatch          | —         | MPC                           |
| 364324     | 2006 UD100 | 18 out 2006 | Kitt Peak    | Spacewatch          | Phocaea   | MPC                           |
| 364325     | 2006 UO102 | 18 out 2006 | Kitt Peak    | Spacewatch          | Ursula    | MPC                           |
| 364326     | 2006 UW112 | 19 out 2006 | Kitt Peak    | Spacewatch          | —         | MPC                           |
| 364327     | 2006 UC114 | 19 out 2006 | Kitt Peak    | Spacewatch          | —         | MPC                           |
| 364328     | 2006 UN114 | 19 out 2006 | Kitt Peak    | Spacewatch          | —         | MPC                           |
| 364329     | 2006 UZ115 | 19 out 2006 | Kitt Peak    | Spacewatch          | —         | MPC                           |
| 364330     | 2006 UG120 | 19 out 2006 | Kitt Peak    | Spacewatch          | —         | MPC                           |
| 364331     | 2006 UK129 | 2 out 2006  | Mount Lemmon | Mount Lemmon Survey | —         | MPC                           |
| 364332     | 2006 UN136 | 19 out 2006 | Catalina     | CSS                 | —         | MPC                           |
| 364333     | 2006 UR137 | 19 out 2006 | Mount Lemmon | Mount Lemmon Survey | —         | MPC                           |
| 364334     | 2006 UY139 | 19 out 2006 | Kitt Peak    | Spacewatch          | —         | MPC                           |
| 364335     | 2006 US140 | 19 out 2006 | Kitt Peak    | Spacewatch          | —         | MPC                           |
| 364336     | 2006 UD141 | 19 out 2006 | Mount Lemmon | Mount Lemmon Survey | —         | MPC                           |
| 364337     | 2006 UJ143 | 19 out 2006 | Palomar      | NEAT                | —         | MPC                           |
| 364338     | 2006 UD149 | 20 out 2006 | Kitt Peak    | Spacewatch          | —         | MPC                           |
| 364339     | 2006 UA156 | 21 out 2006 | Mount Lemmon | Mount Lemmon Survey | —         | MPC                           |
| 364340     | 2006 UX161 | 2 out 2006  | Mount Lemmon | Mount Lemmon Survey | —         | MPC                           |
| 364341     | 2006 UR166 | 21 out 2006 | Mount Lemmon | Mount Lemmon Survey | —         | MPC                           |
| 364342     | 2006 UM176 | 7 fev 1999  | Kitt Peak    | Spacewatch          | —         | MPC                           |
| 364343     | 2006 UZ181 | 16 out 2006 | Catalina     | CSS                 | —         | MPC                           |
| 364344     | 2006 UF182 | 16 out 2006 | Catalina     | CSS                 | —         | MPC                           |
| 364345     | 2006 UD192 | 19 out 2006 | Catalina     | CSS                 | —         | MPC                           |
| 364346     | 2006 UC197 | 20 out 2006 | Kitt Peak    | Spacewatch          | —         | MPC                           |
| 364347     | 2006 UE198 | 12 out 2006 | Kitt Peak    | Spacewatch          | —         | MPC                           |
| 364348     | 2006 UM198 | 26 set 2006 | Mount Lemmon | Mount Lemmon Survey | —         | MPC                           |
| 364349     | 2006 UR199 | 21 out 2006 | Mount Lemmon | Mount Lemmon Survey | —         | MPC                           |
| 364350     | 2006 UC205 | 16 abr 2004 | Palomar      | NEAT                | Phocaea   | MPC                           |
| 364351     | 2006 UF209 | 23 out 2006 | Kitt Peak    | Spacewatch          | —         | MPC                           |
| 364352     | 2006 UH217 | 27 out 2006 | Mount Lemmon | Mount Lemmon Survey | —         | MPC                           |
| 364353     | 2006 UW221 | 17 out 2006 | Catalina     | CSS                 | —         | MPC                           |
| 364354     | 2006 UA229 | 20 out 2006 | Palomar      | NEAT                | —         | MPC                           |
| 364355     | 2006 UV230 | 21 out 2006 | Palomar      | NEAT                | —         | MPC                           |
| 364356     | 2006 UZ237 | 23 out 2006 | Kitt Peak    | Spacewatch          | —         | MPC                           |
| 364357     | 2006 UR247 | 27 out 2006 | Mount Lemmon | Mount Lemmon Survey | Brangane  | MPC                           |
| 364358     | 2006 UH253 | 27 out 2006 | Mount Lemmon | Mount Lemmon Survey | —         | MPC                           |
| 364359     | 2006 UY259 | 28 out 2006 | Mount Lemmon | Mount Lemmon Survey | —         | MPC                           |
| 364360     | 2006 US269 | 27 out 2006 | Kitt Peak    | Spacewatch          | —         | MPC                           |
| 364361     | 2006 UQ270 | 27 out 2006 | Mount Lemmon | Mount Lemmon Survey | —         | MPC                           |
| 364362     | 2006 UM276 | 28 out 2006 | Mount Lemmon | Mount Lemmon Survey | —         | MPC                           |
| 364363     | 2006 UP278 | 28 out 2006 | Kitt Peak    | Spacewatch          | —         | MPC                           |
| 364364     | 2006 UW280 | 28 out 2006 | Mount Lemmon | Mount Lemmon Survey | —         | MPC                           |
| 364365     | 2006 UE284 | 30 set 2006 | Mount Lemmon | Mount Lemmon Survey | Brangane  | MPC                           |
| 364366     | 2006 UM302 | 19 out 2006 | Kitt Peak    | M. W. Buie          | —         | MPC                           |
| 364367     | 2006 UH313 | 20 nov 2006 | Kitt Peak    | Spacewatch          | —         | MPC                           |
| 364368     | 2006 UP334 | 20 out 2006 | Kitt Peak    | Spacewatch          | —         | MPC                           |
| 364369     | 2006 UO335 | 17 out 2006 | Mount Lemmon | Mount Lemmon Survey | —         | MPC                           |
| 364370     | 2006 VH4   | 9 nov 2006  | Kitt Peak    | Spacewatch          | —         | MPC                           |
| 364371     | 2006 VL7   | 10 nov 2006 | Kitt Peak    | Spacewatch          | Eos       | MPC                           |
| 364372     | 2006 VT9   | 30 set 2006 | Catalina     | CSS                 | —         | MPC                           |
| 364373     | 2006 VX15  | 9 nov 2006  | Kitt Peak    | Spacewatch          | —         | MPC                           |
| 364374     | 2006 VD17  | 9 nov 2006  | Kitt Peak    | Spacewatch          | —         | MPC                           |
| 364375     | 2006 VH17  | 9 nov 2006  | Kitt Peak    | Spacewatch          | —         | MPC                           |
| 364376     | 2006 VV19  | 9 nov 2006  | Kitt Peak    | Spacewatch          | —         | MPC                           |
| 364377     | 2006 VZ19  | 31 out 2006 | Kitt Peak    | Spacewatch          | —         | MPC                           |
| 364378     | 2006 VS22  | 19 out 2006 | Mount Lemmon | Mount Lemmon Survey | —         | MPC                           |
| 364379     | 2006 VW24  | 10 nov 2006 | Kitt Peak    | Spacewatch          | —         | MPC                           |
| 364380     | 2006 VC28  | 10 nov 2006 | Kitt Peak    | Spacewatch          | Phocaea   | MPC                           |
| 364381     | 2006 VT28  | 10 nov 2006 | Kitt Peak    | Spacewatch          | —         | MPC                           |
| 364382     | 2006 VU28  | 10 nov 2006 | Kitt Peak    | Spacewatch          | —         | MPC                           |
| 364383     | 2006 VT35  | 11 nov 2006 | Mount Lemmon | Mount Lemmon Survey | —         | MPC                           |
| 364384     | 2006 VC48  | 28 set 2006 | Mount Lemmon | Mount Lemmon Survey | —         | MPC                           |
| 364385     | 2006 VR56  | 11 nov 2006 | Kitt Peak    | Spacewatch          | —         | MPC                           |
| 364386     | 2006 VN60  | 11 nov 2006 | Mount Lemmon | Mount Lemmon Survey | —         | MPC                           |
| 364387     | 2006 VN69  | 11 nov 2006 | Kitt Peak    | Spacewatch          | —         | MPC                           |
| 364388     | 2006 VV69  | 11 nov 2006 | Kitt Peak    | Spacewatch          | Eos       | MPC                           |
| 364389     | 2006 VN70  | 11 nov 2006 | Kitt Peak    | Spacewatch          | —         | MPC                           |
| 364390     | 2006 VJ74  | 11 nov 2006 | Kitt Peak    | Spacewatch          | —         | MPC                           |
| 364391     | 2006 VW79  | 12 nov 2006 | Mount Lemmon | Mount Lemmon Survey | —         | MPC                           |
| 364392     | 2006 VL82  | 2 nov 2006  | Kitt Peak    | Spacewatch          | —         | MPC                           |
| 364393     | 2006 VT84  | 13 nov 2006 | Mount Lemmon | Mount Lemmon Survey | Phocaea   | MPC                           |
| 364394     | 2006 VE85  | 13 nov 2006 | Catalina     | CSS                 | —         | MPC                           |
| 364395     | 2006 VJ87  | 19 out 2006 | Kitt Peak    | Spacewatch          | —         | MPC                           |
| 364396     | 2006 VK89  | 29 jun 2005 | Palomar      | NEAT                | —         | MPC                           |
| 364397     | 2006 VH92  | 15 nov 2006 | Catalina     | CSS                 | —         | MPC                           |
| 364398     | 2006 VV92  | 15 nov 2006 | Socorro      | LINEAR              | —         | MPC                           |
| 364399     | 2006 VQ98  | 27 set 2006 | Mount Lemmon | Mount Lemmon Survey | —         | MPC                           |
| 364400     | 2006 VZ98  | 11 nov 2006 | Mount Lemmon | Mount Lemmon Survey | —         | MPC                           |

## 364401–364500
| Designação | Designação | Descoberta  | Descoberta   | Descobridor(es)     | Categoria | Mais informações / Referência |
| Permanente | Provisória | Data        | Local        | Descobridor(es)     | Categoria | Mais informações / Referência |
| ---------- | ---------- | ----------- | ------------ | ------------------- | --------- | ----------------------------- |
| 364401     | 2006 VO102 | 12 nov 2006 | Mount Lemmon | Mount Lemmon Survey | —         | MPC                           |
| 364402     | 2006 VR105 | 17 out 2006 | Mount Lemmon | Mount Lemmon Survey | —         | MPC                           |
| 364403     | 2006 VH111 | 20 out 2006 | Mount Lemmon | Mount Lemmon Survey | —         | MPC                           |
| 364404     | 2006 VB112 | 13 nov 2006 | Catalina     | CSS                 | —         | MPC                           |
| 364405     | 2006 VR115 | 14 nov 2006 | Kitt Peak    | Spacewatch          | —         | MPC                           |
| 364406     | 2006 VW120 | 14 nov 2006 | Kitt Peak    | Spacewatch          | —         | MPC                           |
| 364407     | 2006 VF121 | 14 nov 2006 | Catalina     | CSS                 | —         | MPC                           |
| 364408     | 2006 VE138 | 15 nov 2006 | Kitt Peak    | Spacewatch          | Themis    | MPC                           |
| 364409     | 2006 VJ140 | 31 out 2006 | Mount Lemmon | Mount Lemmon Survey | —         | MPC                           |
| 364410     | 2006 VA153 | 11 nov 2006 | Catalina     | CSS                 | —         | MPC                           |
| 364411     | 2006 VA171 | 11 nov 2006 | Kitt Peak    | Spacewatch          | —         | MPC                           |
| 364412     | 2006 WX2   | 17 nov 2006 | Kitt Peak    | Spacewatch          | —         | MPC                           |
| 364413     | 2006 WC3   | 21 nov 2006 | Catalina     | CSS                 | Juno      | MPC                           |
| 364414     | 2006 WC4   | 19 nov 2006 | Needville    | Needville Obs.      | —         | MPC                           |
| 364415     | 2006 WG6   | 16 nov 2006 | Kitt Peak    | Spacewatch          | —         | MPC                           |
| 364416     | 2006 WC10  | 23 out 2006 | Mount Lemmon | Mount Lemmon Survey | —         | MPC                           |
| 364417     | 2006 WU12  | 16 nov 2006 | Mount Lemmon | Mount Lemmon Survey | —         | MPC                           |
| 364418     | 2006 WX24  | 17 nov 2006 | Mount Lemmon | Mount Lemmon Survey | —         | MPC                           |
| 364419     | 2006 WK28  | 27 set 2006 | Mount Lemmon | Mount Lemmon Survey | —         | MPC                           |
| 364420     | 2006 WC37  | 16 nov 2006 | Kitt Peak    | Spacewatch          | —         | MPC                           |
| 364421     | 2006 WU40  | 16 nov 2006 | Kitt Peak    | Spacewatch          | —         | MPC                           |
| 364422     | 2006 WR57  | 17 nov 2006 | Kitt Peak    | Spacewatch          | —         | MPC                           |
| 364423     | 2006 WJ71  | 18 nov 2006 | Kitt Peak    | Spacewatch          | —         | MPC                           |
| 364424     | 2006 WU74  | 18 nov 2006 | Kitt Peak    | Spacewatch          | —         | MPC                           |
| 364425     | 2006 WM78  | 20 out 2006 | Mount Lemmon | Mount Lemmon Survey | —         | MPC                           |
| 364426     | 2006 WR90  | 19 nov 2006 | Socorro      | LINEAR              | —         | MPC                           |
| 364427     | 2006 WU93  | 19 nov 2006 | Kitt Peak    | Spacewatch          | Eos       | MPC                           |
| 364428     | 2006 WX94  | 11 nov 2006 | Kitt Peak    | Spacewatch          | —         | MPC                           |
| 364429     | 2006 WY101 | 19 nov 2006 | Catalina     | CSS                 | —         | MPC                           |
| 364430     | 2006 WF107 | 19 nov 2006 | Catalina     | CSS                 | —         | MPC                           |
| 364431     | 2006 WR110 | 11 nov 2006 | Mount Lemmon | Mount Lemmon Survey | —         | MPC                           |
| 364432     | 2006 WP142 | 22 out 2006 | Mount Lemmon | Mount Lemmon Survey | —         | MPC                           |
| 364433     | 2006 WL143 | 20 nov 2006 | Kitt Peak    | Spacewatch          | —         | MPC                           |
| 364434     | 2006 WB164 | 19 out 2006 | Mount Lemmon | Mount Lemmon Survey | —         | MPC                           |
| 364435     | 2006 WK179 | 24 nov 2006 | Mount Lemmon | Mount Lemmon Survey | —         | MPC                           |
| 364436     | 2006 WC182 | 19 nov 2006 | Kitt Peak    | Spacewatch          | —         | MPC                           |
| 364437     | 2006 WQ186 | 23 out 2006 | Mount Lemmon | Mount Lemmon Survey | —         | MPC                           |
| 364438     | 2006 WC187 | 23 nov 2006 | Mount Lemmon | Mount Lemmon Survey | —         | MPC                           |
| 364439     | 2006 WK189 | 25 nov 2006 | Mount Lemmon | Mount Lemmon Survey | —         | MPC                           |
| 364440     | 2006 WG193 | 27 nov 2006 | Kitt Peak    | Spacewatch          | Juno      | MPC                           |
| 364441     | 2006 XC2   | 11 dez 2006 | Socorro      | LINEAR              | —         | MPC                           |
| 364442     | 2006 XR5   | 6 dez 2006  | Palomar      | NEAT                | —         | MPC                           |
| 364443     | 2006 XN17  | 10 dez 2006 | Kitt Peak    | Spacewatch          | —         | MPC                           |
| 364444     | 2006 XF21  | 11 dez 2006 | Kitt Peak    | Spacewatch          | —         | MPC                           |
| 364445     | 2006 XG26  | 12 dez 2006 | Catalina     | CSS                 | —         | MPC                           |
| 364446     | 2006 XR46  | 13 dez 2006 | Catalina     | CSS                 | —         | MPC                           |
| 364447     | 2006 XS62  | 26 set 2006 | Kitt Peak    | Spacewatch          | —         | MPC                           |
| 364448     | 2006 XU62  | 21 nov 2006 | Mount Lemmon | Mount Lemmon Survey | —         | MPC                           |
| 364449     | 2006 XD64  | 11 dez 2006 | Catalina     | CSS                 | —         | MPC                           |
| 364450     | 2006 YE5   | 17 dez 2006 | Mount Lemmon | Mount Lemmon Survey | —         | MPC                           |
| 364451     | 2006 YA7   | 20 dez 2006 | Palomar      | NEAT                | —         | MPC                           |
| 364452     | 2006 YJ15  | 20 dez 2006 | Palomar      | NEAT                | —         | MPC                           |
| 364453     | 2006 YB22  | 13 set 2005 | Kitt Peak    | Spacewatch          | —         | MPC                           |
| 364454     | 2006 YU22  | 21 dez 2006 | Kitt Peak    | Spacewatch          | —         | MPC                           |
| 364455     | 2006 YS55  | 25 dez 2006 | Catalina     | CSS                 | —         | MPC                           |
| 364456     | 2007 AN    | 8 jan 2007  | Kitt Peak    | Spacewatch          | —         | MPC                           |
| 364457     | 2007 AK8   | 10 jan 2007 | Nyukasa      | Mount Nyukasa Stn.  | —         | MPC                           |
| 364458     | 2007 AO12  | 10 jan 2007 | Mount Lemmon | Mount Lemmon Survey | Juno      | MPC                           |
| 364459     | 2007 AW16  | 15 jan 2007 | Catalina     | CSS                 | —         | MPC                           |
| 364460     | 2007 BR7   | 17 jan 2007 | Kitt Peak    | Spacewatch          | Juno      | MPC                           |
| 364461     | 2007 BR20  | 16 jan 2007 | Socorro      | LINEAR              | —         | MPC                           |
| 364462     | 2007 BC40  | 24 jan 2007 | Mount Lemmon | Mount Lemmon Survey | —         | MPC                           |
| 364463     | 2007 BY63  | 27 jan 2007 | Mount Lemmon | Mount Lemmon Survey | —         | MPC                           |
| 364464     | 2007 BD81  | 27 jan 2007 | Kitt Peak    | Spacewatch          | —         | MPC                           |
| 364465     | 2007 CE1   | 6 fev 2007  | Kitt Peak    | Spacewatch          | —         | MPC                           |
| 364466     | 2007 CC10  | 6 fev 2007  | Mount Lemmon | Mount Lemmon Survey | —         | MPC                           |
| 364467     | 2007 CD28  | 27 jan 2007 | Kitt Peak    | Spacewatch          | —         | MPC                           |
| 364468     | 2007 CS28  | 27 jan 2007 | Kitt Peak    | Spacewatch          | —         | MPC                           |
| 364469     | 2007 CJ57  | 9 fev 2007  | Catalina     | CSS                 | —         | MPC                           |
| 364470     | 2007 CM65  | 9 fev 2007  | Kitt Peak    | Spacewatch          | —         | MPC                           |
| 364471     | 2007 DK11  | 17 fev 2007 | Kitt Peak    | Spacewatch          | —         | MPC                           |
| 364472     | 2007 DL16  | 27 dez 2006 | Mount Lemmon | Mount Lemmon Survey | Ursula    | MPC                           |
| 364473     | 2007 DF21  | 27 jan 2007 | Mount Lemmon | Mount Lemmon Survey | —         | MPC                           |
| 364474     | 2007 DN23  | 17 fev 2007 | Kitt Peak    | Spacewatch          | —         | MPC                           |
| 364475     | 2007 DS30  | 17 fev 2007 | Kitt Peak    | Spacewatch          | Themis    | MPC                           |
| 364476     | 2007 DP34  | 27 jan 2007 | Mount Lemmon | Mount Lemmon Survey | —         | MPC                           |
| 364477     | 2007 DB35  | 17 fev 2007 | Kitt Peak    | Spacewatch          | —         | MPC                           |
| 364478     | 2007 DV35  | 17 fev 2007 | Kitt Peak    | Spacewatch          | Brangane  | MPC                           |
| 364479     | 2007 DQ36  | 17 fev 2007 | Kitt Peak    | Spacewatch          | —         | MPC                           |
| 364480     | 2007 DT38  | 17 fev 2007 | Kitt Peak    | Spacewatch          | —         | MPC                           |
| 364481     | 2007 DB39  | 17 fev 2007 | Kitt Peak    | Spacewatch          | —         | MPC                           |
| 364482     | 2007 DO41  | 17 fev 2007 | Catalina     | CSS                 | —         | MPC                           |
| 364483     | 2007 DE65  | 21 fev 2007 | Kitt Peak    | Spacewatch          | —         | MPC                           |
| 364484     | 2007 DE70  | 28 set 1994 | Kitt Peak    | Spacewatch          | —         | MPC                           |
| 364485     | 2007 DY74  | 21 fev 2007 | Kitt Peak    | Spacewatch          | —         | MPC                           |
| 364486     | 2007 DA95  | 23 fev 2007 | Kitt Peak    | Spacewatch          | —         | MPC                           |
| 364487     | 2007 DO96  | 23 fev 2007 | Mount Lemmon | Mount Lemmon Survey | —         | MPC                           |
| 364488     | 2007 DM98  | 25 fev 2007 | Mount Lemmon | Mount Lemmon Survey | —         | MPC                           |
| 364489     | 2007 DQ106 | 17 fev 2007 | Kitt Peak    | Spacewatch          | —         | MPC                           |
| 364490     | 2007 DM114 | 26 fev 2007 | Mount Lemmon | Mount Lemmon Survey | Ursula    | MPC                           |
| 364491     | 2007 DQ117 | 27 fev 2007 | Kitt Peak    | Spacewatch          | —         | MPC                           |
| 364492     | 2007 EX1   | 21 fev 2007 | Kitt Peak    | Spacewatch          | —         | MPC                           |
| 364493     | 2007 EH4   | 9 mar 2007  | Mount Lemmon | Mount Lemmon Survey | Eos       | MPC                           |
| 364494     | 2007 EC8   | 9 mar 2007  | Palomar      | NEAT                | —         | MPC                           |
| 364495     | 2007 EO11  | 9 mar 2007  | Kitt Peak    | Spacewatch          | —         | MPC                           |
| 364496     | 2007 EH30  | 9 mar 2007  | Palomar      | NEAT                | —         | MPC                           |
| 364497     | 2007 ET31  | 6 fev 2007  | Kitt Peak    | Spacewatch          | —         | MPC                           |
| 364498     | 2007 EH39  | 10 mar 2007 | Eskridge     | G. Hug              | Brangane  | MPC                           |
| 364499     | 2007 EY53  | 11 mar 2007 | Mount Lemmon | Mount Lemmon Survey | —         | MPC                           |
| 364500     | 2007 EU57  | 9 mar 2007  | Catalina     | CSS                 | Brangane  | MPC                           |

## 364501–364600
| Designação | Designação | Descoberta  | Descoberta       | Descobridor(es)            | Categoria | Mais informações / Referência |
| Permanente | Provisória | Data        | Local            | Descobridor(es)            | Categoria | Mais informações / Referência |
| ---------- | ---------- | ----------- | ---------------- | -------------------------- | --------- | ----------------------------- |
| 364501     | 2007 EA61  | 10 mar 2007 | Kitt Peak        | Spacewatch                 | —         | MPC                           |
| 364502     | 2007 EV67  | 25 fev 2007 | Mount Lemmon     | Mount Lemmon Survey        | —         | MPC                           |
| 364503     | 2007 EV72  | 10 mar 2007 | Kitt Peak        | Spacewatch                 | —         | MPC                           |
| 364504     | 2007 EL74  | 10 mar 2007 | Kitt Peak        | Spacewatch                 | —         | MPC                           |
| 364505     | 2007 EF75  | 10 mar 2007 | Kitt Peak        | Spacewatch                 | Brangane  | MPC                           |
| 364506     | 2007 EX75  | 10 mar 2007 | Kitt Peak        | Spacewatch                 | —         | MPC                           |
| 364507     | 2007 EY88  | 9 mar 2007  | Kitt Peak        | Spacewatch                 | Themis    | MPC                           |
| 364508     | 2007 EH89  | 21 fev 2007 | Mount Lemmon     | Mount Lemmon Survey        | —         | MPC                           |
| 364509     | 2007 EU92  | 10 mar 2007 | Mount Lemmon     | Mount Lemmon Survey        | —         | MPC                           |
| 364510     | 2007 EG96  | 10 mar 2007 | Mount Lemmon     | Mount Lemmon Survey        | —         | MPC                           |
| 364511     | 2007 EY97  | 11 mar 2007 | Kitt Peak        | Spacewatch                 | —         | MPC                           |
| 364512     | 2007 EE100 | 23 fev 2007 | Mount Lemmon     | Mount Lemmon Survey        | —         | MPC                           |
| 364513     | 2007 EJ118 | 13 mar 2007 | Mount Lemmon     | Mount Lemmon Survey        | —         | MPC                           |
| 364514     | 2007 EU128 | 9 mar 2007  | Mount Lemmon     | Mount Lemmon Survey        | —         | MPC                           |
| 364515     | 2007 EF132 | 23 fev 2007 | Kitt Peak        | Spacewatch                 | —         | MPC                           |
| 364516     | 2007 EK139 | 26 fev 2007 | Mount Lemmon     | Mount Lemmon Survey        | —         | MPC                           |
| 364517     | 2007 EC145 | 12 mar 2007 | Mount Lemmon     | Mount Lemmon Survey        | —         | MPC                           |
| 364518     | 2007 EJ148 | 12 mar 2007 | Mount Lemmon     | Mount Lemmon Survey        | —         | MPC                           |
| 364519     | 2007 EE151 | 12 mar 2007 | Mount Lemmon     | Mount Lemmon Survey        | —         | MPC                           |
| 364520     | 2007 EP152 | 12 mar 2007 | Mount Lemmon     | Mount Lemmon Survey        | Ursula    | MPC                           |
| 364521     | 2007 EQ168 | 13 mar 2007 | Kitt Peak        | Spacewatch                 | —         | MPC                           |
| 364522     | 2007 EX168 | 13 mar 2007 | Kitt Peak        | Spacewatch                 | Brangane  | MPC                           |
| 364523     | 2007 EQ180 | 14 mar 2007 | Mount Lemmon     | Mount Lemmon Survey        | —         | MPC                           |
| 364524     | 2007 EW181 | 14 mar 2007 | Kitt Peak        | Spacewatch                 | —         | MPC                           |
| 364525     | 2007 EC188 | 25 fev 2007 | Mount Lemmon     | Mount Lemmon Survey        | —         | MPC                           |
| 364526     | 2007 EW199 | 21 fev 2007 | Kitt Peak        | Spacewatch                 | —         | MPC                           |
| 364527     | 2007 EJ201 | 9 mar 2007  | Siding Spring    | SSS                        | —         | MPC                           |
| 364528     | 2007 EP205 | 22 fev 2007 | Catalina         | CSS                        | —         | MPC                           |
| 364529     | 2007 EL213 | 10 mar 2007 | Kitt Peak        | Spacewatch                 | —         | MPC                           |
| 364530     | 2007 EU216 | 15 mar 2007 | Catalina         | CSS                        | —         | MPC                           |
| 364531     | 2007 FU2   | 16 mar 2007 | Catalina         | CSS                        | —         | MPC                           |
| 364532     | 2007 FP22  | 20 mar 2007 | Kitt Peak        | Spacewatch                 | —         | MPC                           |
| 364533     | 2007 FH24  | 20 mar 2007 | Kitt Peak        | Spacewatch                 | —         | MPC                           |
| 364534     | 2007 FD26  | 20 mar 2007 | Mount Lemmon     | Mount Lemmon Survey        | —         | MPC                           |
| 364535     | 2007 FW26  | 20 mar 2007 | Kitt Peak        | Spacewatch                 | —         | MPC                           |
| 364536     | 2007 FV27  | 23 fev 2007 | Kitt Peak        | Spacewatch                 | —         | MPC                           |
| 364537     | 2007 FV31  | 20 mar 2007 | Kitt Peak        | Spacewatch                 | —         | MPC                           |
| 364538     | 2007 FR42  | 20 mar 2007 | Anderson Mesa    | LONEOS                     | —         | MPC                           |
| 364539     | 2007 FG43  | 27 mar 2007 | Siding Spring    | SSS                        | —         | MPC                           |
| 364540     | 2007 FD50  | 25 mar 2007 | Mount Lemmon     | Mount Lemmon Survey        | —         | MPC                           |
| 364541     | 2007 FJ50  | 25 mar 2007 | Mount Lemmon     | Mount Lemmon Survey        | Brangane  | MPC                           |
| 364542     | 2007 GF1   | 16 fev 2007 | Mount Lemmon     | Mount Lemmon Survey        | —         | MPC                           |
| 364543     | 2007 GX2   | 7 abr 2007  | Mount Lemmon     | Mount Lemmon Survey        | —         | MPC                           |
| 364544     | 2007 GL6   | 11 abr 2007 | 7300 Observatory | W. K. Y. Yeung             | Ursula    | MPC                           |
| 364545     | 2007 GK7   | 7 abr 2007  | Mount Lemmon     | Mount Lemmon Survey        | —         | MPC                           |
| 364546     | 2007 GC12  | 11 abr 2007 | Kitt Peak        | Spacewatch                 | —         | MPC                           |
| 364547     | 2007 GX18  | 11 abr 2007 | Kitt Peak        | Spacewatch                 | —         | MPC                           |
| 364548     | 2007 GN21  | 11 abr 2007 | Kitt Peak        | Spacewatch                 | —         | MPC                           |
| 364549     | 2007 GJ26  | 14 abr 2007 | Mount Lemmon     | Mount Lemmon Survey        | Ursula    | MPC                           |
| 364550     | 2007 GY31  | 20 mar 2007 | Catalina         | CSS                        | —         | MPC                           |
| 364551     | 2007 GB32  | 9 mar 2007  | Kitt Peak        | Spacewatch                 | —         | MPC                           |
| 364552     | 2007 GO35  | 14 abr 2007 | Kitt Peak        | Spacewatch                 | —         | MPC                           |
| 364553     | 2007 GR56  | 15 abr 2007 | Kitt Peak        | Spacewatch                 | —         | MPC                           |
| 364554     | 2007 GT58  | 15 abr 2007 | Mount Lemmon     | Mount Lemmon Survey        | Ursula    | MPC                           |
| 364555     | 2007 GA75  | 14 abr 2007 | Catalina         | CSS                        | —         | MPC                           |
| 364556     | 2007 GF76  | 13 mar 2007 | Kitt Peak        | Spacewatch                 | Ursula    | MPC                           |
| 364557     | 2007 GG76  | 7 abr 2007  | Mount Lemmon     | Mount Lemmon Survey        | —         | MPC                           |
| 364558     | 2007 HH12  | 19 abr 2007 | Mount Lemmon     | Mount Lemmon Survey        | —         | MPC                           |
| 364559     | 2007 HT16  | 16 abr 2007 | Mount Lemmon     | Mount Lemmon Survey        | Ursula    | MPC                           |
| 364560     | 2007 HQ17  | 16 abr 2007 | Socorro          | LINEAR                     | —         | MPC                           |
| 364561     | 2007 HE30  | 19 abr 2007 | Mount Lemmon     | Mount Lemmon Survey        | —         | MPC                           |
| 364562     | 2007 HL62  | 14 mar 2007 | Mount Lemmon     | Mount Lemmon Survey        | —         | MPC                           |
| 364563     | 2007 JL19  | 10 mai 2007 | Mount Lemmon     | Mount Lemmon Survey        | —         | MPC                           |
| 364564     | 2007 JJ42  | 10 mai 2007 | Catalina         | CSS                        | —         | MPC                           |
| 364565     | 2007 KK7   | 16 mai 2007 | Catalina         | CSS                        | —         | MPC                           |
| 364566     | 2007 PM8   | 10 ago 2007 | Nauchnij         | Crimean Astrophysical Obs. | —         | MPC                           |
| 364567     | 2007 PB13  | 8 ago 2007  | Socorro          | LINEAR                     | —         | MPC                           |
| 364568     | 2007 PU17  | 9 ago 2007  | Socorro          | LINEAR                     | —         | MPC                           |
| 364569     | 2007 QJ5   | 16 ago 2007 | Purple Mountain  | PMO NEO                    | —         | MPC                           |
| 364570     | 2007 QL5   | 16 ago 2007 | Purple Mountain  | PMO NEO                    | —         | MPC                           |
| 364571     | 2007 RH10  | 3 set 2007  | Catalina         | CSS                        | —         | MPC                           |
| 364572     | 2007 RS11  | 10 set 2007 | Dauban           | Chante-Perdrix Obs.        | —         | MPC                           |
| 364573     | 2007 RT22  | 3 set 2007  | Catalina         | CSS                        | —         | MPC                           |
| 364574     | 2007 RL27  | 12 ago 2007 | Socorro          | LINEAR                     | —         | MPC                           |
| 364575     | 2007 RK29  | 4 set 2007  | Catalina         | CSS                        | —         | MPC                           |
| 364576     | 2007 RN32  | 5 set 2007  | Catalina         | CSS                        | —         | MPC                           |
| 364577     | 2007 RC35  | 7 set 2007  | La Cañada        | J. Lacruz                  | —         | MPC                           |
| 364578     | 2007 RG37  | 8 set 2007  | Anderson Mesa    | LONEOS                     | —         | MPC                           |
| 364579     | 2007 RW52  | 9 set 2007  | Kitt Peak        | Spacewatch                 | —         | MPC                           |
| 364580     | 2007 RB54  | 9 set 2007  | Kitt Peak        | Spacewatch                 | —         | MPC                           |
| 364581     | 2007 RM70  | 10 set 2007 | Kitt Peak        | Spacewatch                 | —         | MPC                           |
| 364582     | 2007 RP103 | 11 set 2007 | Catalina         | CSS                        | —         | MPC                           |
| 364583     | 2007 RU103 | 11 set 2007 | Catalina         | CSS                        | —         | MPC                           |
| 364584     | 2007 RL116 | 11 set 2007 | Kitt Peak        | Spacewatch                 | —         | MPC                           |
| 364585     | 2007 RF118 | 11 set 2007 | Kitt Peak        | Spacewatch                 | —         | MPC                           |
| 364586     | 2007 RG119 | 11 set 2007 | Purple Mountain  | PMO NEO                    | —         | MPC                           |
| 364587     | 2007 RJ119 | 11 set 2007 | Purple Mountain  | PMO NEO                    | —         | MPC                           |
| 364588     | 2007 RG124 | 12 set 2007 | Anderson Mesa    | LONEOS                     | —         | MPC                           |
| 364589     | 2007 RZ134 | 12 set 2007 | Catalina         | CSS                        | —         | MPC                           |
| 364590     | 2007 RO141 | 13 set 2007 | Socorro          | LINEAR                     | —         | MPC                           |
| 364591     | 2007 RK144 | 14 set 2007 | Socorro          | LINEAR                     | —         | MPC                           |
| 364592     | 2007 RA145 | 11 set 2007 | Kitt Peak        | Spacewatch                 | —         | MPC                           |
| 364593     | 2007 RT145 | 9 set 2007  | Kitt Peak        | Spacewatch                 | —         | MPC                           |
| 364594     | 2007 RF155 | 10 ago 2007 | Kitt Peak        | Spacewatch                 | —         | MPC                           |
| 364595     | 2007 RX173 | 10 set 2007 | Kitt Peak        | Spacewatch                 | —         | MPC                           |
| 364596     | 2007 RO177 | 10 set 2007 | Mount Lemmon     | Mount Lemmon Survey        | —         | MPC                           |
| 364597     | 2007 RC178 | 10 set 2007 | Kitt Peak        | Spacewatch                 | —         | MPC                           |
| 364598     | 2007 RB190 | 15 dez 2004 | Kitt Peak        | Spacewatch                 | —         | MPC                           |
| 364599     | 2007 RT195 | 12 set 2007 | Kitt Peak        | Spacewatch                 | —         | MPC                           |
| 364600     | 2007 RG203 | 13 set 2007 | Kitt Peak        | Spacewatch                 | —         | MPC                           |

## 364601–364700
| Designação         | Designação | Descoberta  | Descoberta        | Descobridor(es)     | Categoria | Mais informações / Referência |
| Permanente         | Provisória | Data        | Local             | Descobridor(es)     | Categoria | Mais informações / Referência |
| ------------------ | ---------- | ----------- | ----------------- | ------------------- | --------- | ----------------------------- |
| 364601             | 2007 RL206 | 10 set 2007 | Mount Lemmon      | Mount Lemmon Survey | —         | MPC                           |
| 364602             | 2007 RW212 | 12 set 2007 | Anderson Mesa     | LONEOS              | —         | MPC                           |
| 364603             | 2007 RW223 | 10 set 2007 | Kitt Peak         | Spacewatch          | —         | MPC                           |
| 364604             | 2007 RC236 | 13 set 2007 | Mount Lemmon      | Mount Lemmon Survey | —         | MPC                           |
| 364605             | 2007 RX249 | 13 set 2007 | Kitt Peak         | Spacewatch          | —         | MPC                           |
| 364606             | 2007 RC259 | 14 set 2007 | Mount Lemmon      | Mount Lemmon Survey | —         | MPC                           |
| 364607             | 2007 RJ267 | 15 set 2007 | Kitt Peak         | Spacewatch          | —         | MPC                           |
| 364608             | 2007 RH272 | 15 set 2007 | Kitt Peak         | Spacewatch          | —         | MPC                           |
| 364609             | 2007 RT273 | 15 set 2007 | Kitt Peak         | Spacewatch          | —         | MPC                           |
| 364610             | 2007 RJ289 | 12 set 2007 | Catalina          | CSS                 | —         | MPC                           |
| 364611             | 2007 RT293 | 13 set 2007 | Mount Lemmon      | Mount Lemmon Survey | —         | MPC                           |
| 364612             | 2007 RN295 | 14 set 2007 | Mount Lemmon      | Mount Lemmon Survey | —         | MPC                           |
| 364613             | 2007 RX319 | 13 set 2007 | Mount Lemmon      | Mount Lemmon Survey | —         | MPC                           |
| 364614             | 2007 RA323 | 14 set 2007 | Mount Lemmon      | Mount Lemmon Survey | —         | MPC                           |
| 364615             | 2007 RL325 | 15 set 2007 | Mount Lemmon      | Mount Lemmon Survey | —         | MPC                           |
| 364616             | 2007 SO4   | 19 set 2007 | Majorca           | Mallorca Obs.       | —         | MPC                           |
| 364617             | 2007 SB6   | 15 set 2007 | Kitt Peak         | Spacewatch          | —         | MPC                           |
| 364618             | 2007 ST15  | 30 set 2007 | Kitt Peak         | Spacewatch          | —         | MPC                           |
| 364619             | 2007 SO21  | 21 set 2007 | XuYi              | PMO NEO             | —         | MPC                           |
| 364620             | 2007 TO1   | 2 out 2007  | Lulin Observatory | LUSS                | —         | MPC                           |
| 364621             | 2007 TT10  | 6 out 2007  | Socorro           | LINEAR              | —         | MPC                           |
| 364622             | 2007 TO12  | 6 out 2007  | Socorro           | LINEAR              | —         | MPC                           |
| 364623             | 2007 TH14  | 7 out 2007  | 7300              | W. K. Y. Yeung      | —         | MPC                           |
| 364624             | 2007 TZ15  | 14 set 2007 | Mount Lemmon      | Mount Lemmon Survey | —         | MPC                           |
| 364625             | 2007 TE24  | 4 out 2007  | Goodricke-Pigott  | R. A. Tucker        | —         | MPC                           |
| 364626             | 2007 TU33  | 6 out 2007  | Kitt Peak         | Spacewatch          | —         | MPC                           |
| 364627             | 2007 TK35  | 7 out 2007  | Catalina          | CSS                 | —         | MPC                           |
| 364628             | 2007 TX54  | 25 set 2007 | Mount Lemmon      | Mount Lemmon Survey | —         | MPC                           |
| 364629             | 2007 TC68  | 10 out 2007 | Catalina          | CSS                 | —         | MPC                           |
| 364630             | 2007 TS70  | 13 out 2007 | Antares           | ARO                 | —         | MPC                           |
| 364631             | 2007 TA82  | 8 out 2007  | Mount Lemmon      | Mount Lemmon Survey | —         | MPC                           |
| 364632             | 2007 TM85  | 8 out 2007  | Catalina          | CSS                 | —         | MPC                           |
| 364633             | 2007 TJ89  | 8 out 2007  | Mount Lemmon      | Mount Lemmon Survey | —         | MPC                           |
| 364634             | 2007 TJ94  | 7 out 2007  | Catalina          | CSS                 | —         | MPC                           |
| 364635             | 2007 TZ103 | 8 out 2007  | Kitt Peak         | Spacewatch          | —         | MPC                           |
| 364636 Ulrikeecker | 2007 TR105 | 15 out 2007 | Redshed           | H. Bachleitner      | —         | MPC                           |
| 364637             | 2007 TN106 | 4 out 2007  | Kitt Peak         | Spacewatch          | —         | MPC                           |
| 364638             | 2007 TT106 | 4 out 2007  | Kitt Peak         | Spacewatch          | —         | MPC                           |
| 364639             | 2007 TY109 | 7 out 2007  | Catalina          | CSS                 | —         | MPC                           |
| 364640             | 2007 TU111 | 8 out 2007  | Catalina          | CSS                 | —         | MPC                           |
| 364641             | 2007 TD112 | 8 out 2007  | Catalina          | CSS                 | —         | MPC                           |
| 364642             | 2007 TC121 | 5 out 2007  | Kitt Peak         | Spacewatch          | —         | MPC                           |
| 364643             | 2007 TX134 | 8 out 2007  | Kitt Peak         | Spacewatch          | —         | MPC                           |
| 364644             | 2007 TR144 | 6 out 2007  | Socorro           | LINEAR              | —         | MPC                           |
| 364645             | 2007 TV145 | 6 out 2007  | Socorro           | LINEAR              | —         | MPC                           |
| 364646             | 2007 TY148 | 8 out 2007  | Socorro           | LINEAR              | Mitidika  | MPC                           |
| 364647             | 2007 TT150 | 9 out 2007  | Socorro           | LINEAR              | —         | MPC                           |
| 364648             | 2007 TQ152 | 9 out 2007  | Socorro           | LINEAR              | —         | MPC                           |
| 364649             | 2007 TO153 | 9 out 2007  | Socorro           | LINEAR              | —         | MPC                           |
| 364650             | 2007 TY159 | 8 out 2007  | Catalina          | CSS                 | —         | MPC                           |
| 364651             | 2007 TR161 | 11 out 2007 | Socorro           | LINEAR              | —         | MPC                           |
| 364652             | 2007 TY161 | 11 out 2007 | Socorro           | LINEAR              | —         | MPC                           |
| 364653             | 2007 TL163 | 11 out 2007 | Socorro           | LINEAR              | —         | MPC                           |
| 364654             | 2007 TY169 | 12 out 2007 | Socorro           | LINEAR              | —         | MPC                           |
| 364655             | 2007 TT171 | 9 out 2007  | Mount Lemmon      | Mount Lemmon Survey | Mitidika  | MPC                           |
| 364656             | 2007 TD183 | 5 set 2007  | Mount Lemmon      | Mount Lemmon Survey | —         | MPC                           |
| 364657             | 2007 TN185 | 13 out 2007 | Socorro           | LINEAR              | —         | MPC                           |
| 364658             | 2007 TZ193 | 7 out 2007  | Catalina          | CSS                 | —         | MPC                           |
| 364659             | 2007 TZ195 | 7 out 2007  | Mount Lemmon      | Mount Lemmon Survey | —         | MPC                           |
| 364660             | 2007 TS209 | 11 out 2007 | Mount Lemmon      | Mount Lemmon Survey | —         | MPC                           |
| 364661             | 2007 TY239 | 13 out 2007 | Socorro           | LINEAR              | —         | MPC                           |
| 364662             | 2007 TS259 | 10 out 2007 | Mount Lemmon      | Mount Lemmon Survey | —         | MPC                           |
| 364663             | 2007 TH279 | 11 out 2007 | Mount Lemmon      | Mount Lemmon Survey | —         | MPC                           |
| 364664             | 2007 TL285 | 12 set 2007 | Mount Lemmon      | Mount Lemmon Survey | —         | MPC                           |
| 364665             | 2007 TC289 | 11 out 2007 | Catalina          | CSS                 | —         | MPC                           |
| 364666             | 2007 TV293 | 9 out 2007  | Mount Lemmon      | Mount Lemmon Survey | —         | MPC                           |
| 364667             | 2007 TA298 | 11 out 2007 | Mount Lemmon      | Mount Lemmon Survey | —         | MPC                           |
| 364668             | 2007 TX311 | 11 out 2007 | Mount Lemmon      | Mount Lemmon Survey | —         | MPC                           |
| 364669             | 2007 TT316 | 12 out 2007 | Kitt Peak         | Spacewatch          | —         | MPC                           |
| 364670             | 2007 TW337 | 13 out 2007 | Catalina          | CSS                 | —         | MPC                           |
| 364671             | 2007 TD350 | 14 out 2007 | Mount Lemmon      | Mount Lemmon Survey | —         | MPC                           |
| 364672             | 2007 TQ354 | 10 out 2007 | Kitt Peak         | Spacewatch          | —         | MPC                           |
| 364673             | 2007 TO358 | 14 out 2007 | Mount Lemmon      | Mount Lemmon Survey | —         | MPC                           |
| 364674             | 2007 TU359 | 14 out 2007 | Kitt Peak         | Spacewatch          | —         | MPC                           |
| 364675             | 2007 TV359 | 14 out 2007 | Kitt Peak         | Spacewatch          | —         | MPC                           |
| 364676             | 2007 TM361 | 14 out 2007 | Mount Lemmon      | Mount Lemmon Survey | —         | MPC                           |
| 364677             | 2007 TT361 | 14 out 2007 | Mount Lemmon      | Mount Lemmon Survey | —         | MPC                           |
| 364678             | 2007 TD364 | 14 out 2007 | Mount Lemmon      | Mount Lemmon Survey | Phocaea   | MPC                           |
| 364679             | 2007 TM364 | 15 out 2007 | Catalina          | CSS                 | —         | MPC                           |
| 364680             | 2007 TY366 | 9 out 2007  | Kitt Peak         | Spacewatch          | —         | MPC                           |
| 364681             | 2007 TA372 | 13 out 2007 | Catalina          | CSS                 | —         | MPC                           |
| 364682             | 2007 TN376 | 10 out 2007 | Catalina          | CSS                 | —         | MPC                           |
| 364683             | 2007 TW376 | 12 set 2007 | Catalina          | CSS                 | —         | MPC                           |
| 364684             | 2007 TP386 | 15 out 2007 | Kitt Peak         | Spacewatch          | —         | MPC                           |
| 364685             | 2007 TB412 | 14 out 2007 | Catalina          | CSS                 | —         | MPC                           |
| 364686             | 2007 TD424 | 7 out 2007  | Catalina          | CSS                 | —         | MPC                           |
| 364687             | 2007 TK424 | 7 out 2007  | Kitt Peak         | Spacewatch          | —         | MPC                           |
| 364688             | 2007 TU447 | 13 out 2007 | Mount Lemmon      | Mount Lemmon Survey | —         | MPC                           |
| 364689             | 2007 TV450 | 30 set 2003 | Kitt Peak         | Spacewatch          | —         | MPC                           |
| 364690             | 2007 UE2   | 18 out 2007 | Mayhill           | A. Lowe             | —         | MPC                           |
| 364691             | 2007 UB4   | 18 out 2007 | Socorro           | LINEAR              | —         | MPC                           |
| 364692             | 2007 UH25  | 16 out 2007 | Kitt Peak         | Spacewatch          | —         | MPC                           |
| 364693             | 2007 UQ30  | 4 out 2007  | XuYi              | PMO NEO             | Juno      | MPC                           |
| 364694             | 2007 UX34  | 19 out 2007 | Kitt Peak         | Spacewatch          | —         | MPC                           |
| 364695             | 2007 UV48  | 20 out 2007 | Mount Lemmon      | Mount Lemmon Survey | —         | MPC                           |
| 364696             | 2007 UY48  | 20 out 2007 | Mount Lemmon      | Mount Lemmon Survey | —         | MPC                           |
| 364697             | 2007 US49  | 24 out 2007 | Mount Lemmon      | Mount Lemmon Survey | —         | MPC                           |
| 364698             | 2007 UV51  | 24 out 2007 | Mount Lemmon      | Mount Lemmon Survey | —         | MPC                           |
| 364699             | 2007 UO60  | 30 out 2007 | Mount Lemmon      | Mount Lemmon Survey | —         | MPC                           |
| 364700             | 2007 UU60  | 30 out 2007 | Mount Lemmon      | Mount Lemmon Survey | —         | MPC                           |

## 364701–364800
| Designação | Designação | Descoberta  | Descoberta        | Descobridor(es)     | Categoria | Mais informações / Referência |
| Permanente | Provisória | Data        | Local             | Descobridor(es)     | Categoria | Mais informações / Referência |
| ---------- | ---------- | ----------- | ----------------- | ------------------- | --------- | ----------------------------- |
| 364701     | 2007 UR67  | 30 out 2007 | Mount Lemmon      | Mount Lemmon Survey | —         | MPC                           |
| 364702     | 2007 UQ89  | 30 out 2007 | Catalina          | CSS                 | —         | MPC                           |
| 364703     | 2007 UQ105 | 20 out 2007 | Mount Lemmon      | Mount Lemmon Survey | —         | MPC                           |
| 364704     | 2007 UZ107 | 30 out 2007 | Kitt Peak         | Spacewatch          | —         | MPC                           |
| 364705     | 2007 UX110 | 30 out 2007 | Mount Lemmon      | Mount Lemmon Survey | —         | MPC                           |
| 364706     | 2007 US111 | 30 out 2007 | Mount Lemmon      | Mount Lemmon Survey | —         | MPC                           |
| 364707     | 2007 UM122 | 30 out 2007 | Kitt Peak         | Spacewatch          | —         | MPC                           |
| 364708     | 2007 UH131 | 16 out 2007 | Catalina          | CSS                 | —         | MPC                           |
| 364709     | 2007 UP137 | 12 set 2007 | Mount Lemmon      | Mount Lemmon Survey | —         | MPC                           |
| 364710     | 2007 VU7   | 3 nov 2007  | Kitami            | K. Endate           | —         | MPC                           |
| 364711     | 2007 VL36  | 12 out 2007 | Kitt Peak         | Spacewatch          | —         | MPC                           |
| 364712     | 2007 VG44  | 1 nov 2007  | Kitt Peak         | Spacewatch          | —         | MPC                           |
| 364713     | 2007 VH45  | 9 out 2007  | Kitt Peak         | Spacewatch          | —         | MPC                           |
| 364714     | 2007 VU45  | 1 nov 2007  | Kitt Peak         | Spacewatch          | —         | MPC                           |
| 364715     | 2007 VX52  | 20 out 2007 | Mount Lemmon      | Mount Lemmon Survey | —         | MPC                           |
| 364716     | 2007 VM53  | 1 abr 2005  | Kitt Peak         | Spacewatch          | —         | MPC                           |
| 364717     | 2007 VF61  | 1 nov 2007  | Kitt Peak         | Spacewatch          | —         | MPC                           |
| 364718     | 2007 VP61  | 1 nov 2007  | Kitt Peak         | Spacewatch          | —         | MPC                           |
| 364719     | 2007 VD72  | 1 nov 2007  | Kitt Peak         | Spacewatch          | —         | MPC                           |
| 364720     | 2007 VH73  | 2 nov 2007  | Kitt Peak         | Spacewatch          | —         | MPC                           |
| 364721     | 2007 VM73  | 2 nov 2007  | Kitt Peak         | Spacewatch          | —         | MPC                           |
| 364722     | 2007 VX77  | 3 nov 2007  | Kitt Peak         | Spacewatch          | —         | MPC                           |
| 364723     | 2007 VD82  | 4 nov 2007  | Kitt Peak         | Spacewatch          | Mitidika  | MPC                           |
| 364724     | 2007 VE89  | 10 out 2007 | Mount Lemmon      | Mount Lemmon Survey | —         | MPC                           |
| 364725     | 2007 VG95  | 8 nov 2007  | Socorro           | LINEAR              | —         | MPC                           |
| 364726     | 2007 VF102 | 2 nov 2007  | Kitt Peak         | Spacewatch          | —         | MPC                           |
| 364727     | 2007 VJ104 | 21 out 2007 | Mount Lemmon      | Mount Lemmon Survey | —         | MPC                           |
| 364728     | 2007 VG109 | 3 nov 2007  | Kitt Peak         | Spacewatch          | —         | MPC                           |
| 364729     | 2007 VH111 | 3 nov 2007  | Kitt Peak         | Spacewatch          | —         | MPC                           |
| 364730     | 2007 VJ113 | 3 nov 2007  | Kitt Peak         | Spacewatch          | —         | MPC                           |
| 364731     | 2007 VY119 | 18 set 2007 | Goodricke-Pigott  | R. A. Tucker        | —         | MPC                           |
| 364732     | 2007 VX142 | 15 out 2007 | Mount Lemmon      | Mount Lemmon Survey | —         | MPC                           |
| 364733     | 2007 VS148 | 5 nov 2007  | Purple Mountain   | PMO NEO             | Mitidika  | MPC                           |
| 364734     | 2007 VT148 | 5 nov 2007  | Purple Mountain   | PMO NEO             | —         | MPC                           |
| 364735     | 2007 VS167 | 5 nov 2007  | Kitt Peak         | Spacewatch          | —         | MPC                           |
| 364736     | 2007 VX196 | 7 nov 2007  | Mount Lemmon      | Mount Lemmon Survey | —         | MPC                           |
| 364737     | 2007 VV212 | 9 nov 2007  | Kitt Peak         | Spacewatch          | —         | MPC                           |
| 364738     | 2007 VK214 | 9 nov 2007  | Kitt Peak         | Spacewatch          | —         | MPC                           |
| 364739     | 2007 VQ218 | 9 nov 2007  | Kitt Peak         | Spacewatch          | —         | MPC                           |
| 364740     | 2007 VC226 | 9 nov 2007  | Mount Lemmon      | Mount Lemmon Survey | —         | MPC                           |
| 364741     | 2007 VD248 | 13 nov 2007 | Mount Lemmon      | Mount Lemmon Survey | —         | MPC                           |
| 364742     | 2007 VL252 | 31 out 2007 | Catalina          | CSS                 | —         | MPC                           |
| 364743     | 2007 VD267 | 13 nov 2007 | Catalina          | CSS                 | —         | MPC                           |
| 364744     | 2007 VB268 | 11 nov 2007 | Socorro           | LINEAR              | —         | MPC                           |
| 364745     | 2007 VL268 | 12 nov 2007 | Socorro           | LINEAR              | —         | MPC                           |
| 364746     | 2007 VJ269 | 14 nov 2007 | Socorro           | LINEAR              | —         | MPC                           |
| 364747     | 2007 VB275 | 13 nov 2007 | Mount Lemmon      | Mount Lemmon Survey | —         | MPC                           |
| 364748     | 2007 VM289 | 13 nov 2007 | Catalina          | CSS                 | —         | MPC                           |
| 364749     | 2007 VC294 | 13 nov 2007 | Kitt Peak         | Spacewatch          | —         | MPC                           |
| 364750     | 2007 VP296 | 15 nov 2007 | Catalina          | CSS                 | —         | MPC                           |
| 364751     | 2007 VC307 | 2 nov 2007  | Kitt Peak         | Spacewatch          | —         | MPC                           |
| 364752     | 2007 VT313 | 11 nov 2007 | Mount Lemmon      | Mount Lemmon Survey | —         | MPC                           |
| 364753     | 2007 VK327 | 7 nov 2007  | Socorro           | LINEAR              | —         | MPC                           |
| 364754     | 2007 VH329 | 14 nov 2007 | Socorro           | LINEAR              | —         | MPC                           |
| 364755     | 2007 VA334 | 12 nov 2007 | Mount Lemmon      | Mount Lemmon Survey | —         | MPC                           |
| 364756     | 2007 WG1   | 16 nov 2007 | Dauban            | Chante-Perdrix Obs. | Mitidika  | MPC                           |
| 364757     | 2007 WA8   | 8 nov 2007  | Kitt Peak         | Spacewatch          | —         | MPC                           |
| 364758     | 2007 WL18  | 18 nov 2007 | Mount Lemmon      | Mount Lemmon Survey | —         | MPC                           |
| 364759     | 2007 WG20  | 18 nov 2007 | Mount Lemmon      | Mount Lemmon Survey | —         | MPC                           |
| 364760     | 2007 WQ20  | 18 nov 2007 | Mount Lemmon      | Mount Lemmon Survey | —         | MPC                           |
| 364761     | 2007 WH62  | 18 nov 2007 | Socorro           | LINEAR              | —         | MPC                           |
| 364762     | 2007 XC10  | 5 dez 2007  | Mount Lemmon      | Mount Lemmon Survey | —         | MPC                           |
| 364763     | 2007 XZ16  | 4 dez 2007  | Catalina          | CSS                 | —         | MPC                           |
| 364764     | 2007 XO21  | 10 dez 2007 | Socorro           | LINEAR              | —         | MPC                           |
| 364765     | 2007 XS21  | 10 dez 2007 | Socorro           | LINEAR              | —         | MPC                           |
| 364766     | 2007 XP29  | 30 out 2007 | Kitt Peak         | Spacewatch          | —         | MPC                           |
| 364767     | 2007 XY30  | 11 nov 2007 | Mount Lemmon      | Mount Lemmon Survey | —         | MPC                           |
| 364768     | 2007 XC47  | 15 dez 2007 | Mount Lemmon      | Mount Lemmon Survey | —         | MPC                           |
| 364769     | 2007 XR51  | 4 dez 2007  | Mount Lemmon      | Mount Lemmon Survey | —         | MPC                           |
| 364770     | 2007 XS57  | 4 dez 2007  | Socorro           | LINEAR              | —         | MPC                           |
| 364771     | 2007 XZ57  | 5 dez 2007  | Kitt Peak         | Spacewatch          | —         | MPC                           |
| 364772     | 2007 XF58  | 5 dez 2007  | Kitt Peak         | Spacewatch          | —         | MPC                           |
| 364773     | 2007 YT    | 16 dez 2007 | Bergisch Gladbach | W. Bickel           | —         | MPC                           |
| 364774     | 2007 YK28  | 18 dez 2007 | Mount Lemmon      | Mount Lemmon Survey | —         | MPC                           |
| 364775     | 2007 YF37  | 30 dez 2007 | Mount Lemmon      | Mount Lemmon Survey | —         | MPC                           |
| 364776     | 2007 YF53  | 30 dez 2007 | Kitt Peak         | Spacewatch          | —         | MPC                           |
| 364777     | 2007 YS54  | 31 dez 2007 | Catalina          | CSS                 | Meliboea  | MPC                           |
| 364778     | 2007 YF67  | 18 dez 2007 | Mount Lemmon      | Mount Lemmon Survey | —         | MPC                           |
| 364779     | 2007 YT69  | 30 dez 2007 | Mount Lemmon      | Mount Lemmon Survey | Mitidika  | MPC                           |
| 364780     | 2007 YL71  | 16 dez 2007 | Mount Lemmon      | Mount Lemmon Survey | —         | MPC                           |
| 364781     | 2008 AB3   | 7 jan 2008  | Lulin             | LUSS                | —         | MPC                           |
| 364782     | 2008 AE3   | 8 nov 2007  | Mount Lemmon      | Mount Lemmon Survey | —         | MPC                           |
| 364783     | 2008 AJ5   | 9 jan 2008  | Lulin             | LUSS                | —         | MPC                           |
| 364784     | 2008 AS6   | 10 jan 2008 | Mount Lemmon      | Mount Lemmon Survey | —         | MPC                           |
| 364785     | 2008 AR19  | 10 jan 2008 | Mount Lemmon      | Mount Lemmon Survey | —         | MPC                           |
| 364786     | 2008 AS30  | 10 jan 2008 | Socorro           | LINEAR              | —         | MPC                           |
| 364787     | 2008 AY32  | 15 dez 2007 | Catalina          | CSS                 | —         | MPC                           |
| 364788     | 2008 AW44  | 10 jan 2008 | Kitt Peak         | Spacewatch          | —         | MPC                           |
| 364789     | 2008 AM69  | 19 out 2007 | Mount Lemmon      | Mount Lemmon Survey | —         | MPC                           |
| 364790     | 2008 AD71  | 21 nov 2007 | Mount Lemmon      | Mount Lemmon Survey | —         | MPC                           |
| 364791     | 2008 AC74  | 10 jan 2008 | Catalina          | CSS                 | —         | MPC                           |
| 364792     | 2008 AV78  | 12 jan 2008 | Kitt Peak         | Spacewatch          | —         | MPC                           |
| 364793     | 2008 AH81  | 12 jan 2008 | Kitt Peak         | Spacewatch          | —         | MPC                           |
| 364794     | 2008 AX89  | 13 jan 2008 | Kitt Peak         | Spacewatch          | —         | MPC                           |
| 364795     | 2008 AK92  | 14 jan 2008 | Kitt Peak         | Spacewatch          | —         | MPC                           |
| 364796     | 2008 AD99  | 31 dez 2007 | Kitt Peak         | Spacewatch          | —         | MPC                           |
| 364797     | 2008 AC100 | 14 jan 2008 | Kitt Peak         | Spacewatch          | —         | MPC                           |
| 364798     | 2008 AJ100 | 14 jan 2008 | Kitt Peak         | Spacewatch          | —         | MPC                           |
| 364799     | 2008 AE107 | 15 jan 2008 | Kitt Peak         | Spacewatch          | —         | MPC                           |
| 364800     | 2008 AX115 | 11 jan 2008 | Kitt Peak         | Spacewatch          | —         | MPC                           |

## 364801–364900
| Designação | Designação | Descoberta  | Descoberta       | Descobridor(es)     | Categoria | Mais informações / Referência |
| Permanente | Provisória | Data        | Local            | Descobridor(es)     | Categoria | Mais informações / Referência |
| ---------- | ---------- | ----------- | ---------------- | ------------------- | --------- | ----------------------------- |
| 364801     | 2008 AL129 | 11 jan 2008 | Kitt Peak        | Spacewatch          | —         | MPC                           |
| 364802     | 2008 AN134 | 3 jan 2008  | Lulin            | LUSS                | —         | MPC                           |
| 364803     | 2008 AB136 | 11 jan 2008 | Mount Lemmon     | Mount Lemmon Survey | —         | MPC                           |
| 364804     | 2008 AC136 | 12 jan 2008 | Catalina         | CSS                 | Eos       | MPC                           |
| 364805     | 2008 BH6   | 16 jan 2008 | Kitt Peak        | Spacewatch          | —         | MPC                           |
| 364806     | 2008 BL10  | 30 jun 2005 | Kitt Peak        | Spacewatch          | —         | MPC                           |
| 364807     | 2008 BC13  | 19 jan 2008 | Mount Lemmon     | Mount Lemmon Survey | —         | MPC                           |
| 364808     | 2008 BC16  | 28 jan 2008 | Lulin            | LUSS                | —         | MPC                           |
| 364809     | 2008 BZ17  | 30 jan 2008 | Catalina         | CSS                 | —         | MPC                           |
| 364810     | 2008 BG18  | 30 jan 2008 | Mount Lemmon     | Mount Lemmon Survey | —         | MPC                           |
| 364811     | 2008 BL19  | 30 jan 2008 | Kitt Peak        | Spacewatch          | —         | MPC                           |
| 364812     | 2008 BS25  | 30 jan 2008 | Catalina         | CSS                 | —         | MPC                           |
| 364813     | 2008 BL36  | 30 jan 2008 | Kitt Peak        | Spacewatch          | —         | MPC                           |
| 364814     | 2008 BA41  | 31 jan 2008 | La Sagra         | Mallorca Obs.       | —         | MPC                           |
| 364815     | 2008 BO41  | 30 jan 2008 | Catalina         | CSS                 | —         | MPC                           |
| 364816     | 2008 BY48  | 30 jan 2008 | Mount Lemmon     | Mount Lemmon Survey | —         | MPC                           |
| 364817     | 2008 BJ50  | 14 nov 2007 | Mount Lemmon     | Mount Lemmon Survey | —         | MPC                           |
| 364818     | 2008 CN    | 1 fev 2008  | Kitami           | K. Endate           | —         | MPC                           |
| 364819     | 2008 CB2   | 2 fev 2008  | Wrightwood       | J. W. Young         | —         | MPC                           |
| 364820     | 2008 CZ6   | 31 dez 2007 | Mount Lemmon     | Mount Lemmon Survey | —         | MPC                           |
| 364821     | 2008 CV14  | 20 dez 2007 | Mount Lemmon     | Mount Lemmon Survey | —         | MPC                           |
| 364822     | 2008 CF15  | 3 fev 2008  | Kitt Peak        | Spacewatch          | —         | MPC                           |
| 364823     | 2008 CN15  | 11 nov 2007 | Mount Lemmon     | Mount Lemmon Survey | —         | MPC                           |
| 364824     | 2008 CA17  | 3 fev 2008  | Kitt Peak        | Spacewatch          | —         | MPC                           |
| 364825     | 2008 CY19  | 6 fev 2008  | Catalina         | CSS                 | —         | MPC                           |
| 364826     | 2008 CE35  | 2 fev 2008  | Kitt Peak        | Spacewatch          | —         | MPC                           |
| 364827     | 2008 CW52  | 18 jan 2008 | Mount Lemmon     | Mount Lemmon Survey | —         | MPC                           |
| 364828     | 2008 CL61  | 7 fev 2008  | Mount Lemmon     | Mount Lemmon Survey | —         | MPC                           |
| 364829     | 2008 CL71  | 6 fev 2008  | Catalina         | CSS                 | —         | MPC                           |
| 364830     | 2008 CR73  | 6 fev 2008  | Catalina         | CSS                 | —         | MPC                           |
| 364831     | 2008 CJ92  | 8 fev 2008  | Kitt Peak        | Spacewatch          | —         | MPC                           |
| 364832     | 2008 CC108 | 2 fev 2008  | Kitt Peak        | Spacewatch          | —         | MPC                           |
| 364833     | 2008 CV113 | 10 fev 2008 | Kitt Peak        | Spacewatch          | —         | MPC                           |
| 364834     | 2008 CD116 | 8 fev 2008  | Bergisch Gladbac | W. Bickel           | —         | MPC                           |
| 364835     | 2008 CY120 | 6 fev 2008  | Catalina         | CSS                 | —         | MPC                           |
| 364836     | 2008 CK124 | 7 fev 2008  | Mount Lemmon     | Mount Lemmon Survey | —         | MPC                           |
| 364837     | 2008 CO129 | 8 fev 2008  | Kitt Peak        | Spacewatch          | —         | MPC                           |
| 364838     | 2008 CU132 | 8 fev 2008  | Kitt Peak        | Spacewatch          | —         | MPC                           |
| 364839     | 2008 CA142 | 8 fev 2008  | Kitt Peak        | Spacewatch          | —         | MPC                           |
| 364840     | 2008 CQ143 | 8 fev 2008  | Kitt Peak        | Spacewatch          | —         | MPC                           |
| 364841     | 2008 CE144 | 8 fev 2008  | Kitt Peak        | Spacewatch          | —         | MPC                           |
| 364842     | 2008 CZ152 | 14 dez 2007 | Mount Lemmon     | Mount Lemmon Survey | —         | MPC                           |
| 364843     | 2008 CQ157 | 9 fev 2008  | Catalina         | CSS                 | —         | MPC                           |
| 364844     | 2008 CF158 | 9 fev 2008  | Catalina         | CSS                 | —         | MPC                           |
| 364845     | 2008 CS171 | 12 fev 2008 | Kitt Peak        | Spacewatch          | —         | MPC                           |
| 364846     | 2008 CW184 | 14 fev 2008 | Siding Spring    | SSS                 | Eos       | MPC                           |
| 364847     | 2008 CA195 | 13 fev 2008 | Mount Lemmon     | Mount Lemmon Survey | —         | MPC                           |
| 364848     | 2008 CA197 | 8 fev 2008  | Kitt Peak        | Spacewatch          | —         | MPC                           |
| 364849     | 2008 CJ200 | 12 fev 2008 | Mount Lemmon     | Mount Lemmon Survey | —         | MPC                           |
| 364850     | 2008 CJ201 | 2 fev 2008  | Mount Lemmon     | Mount Lemmon Survey | —         | MPC                           |
| 364851     | 2008 CT202 | 8 fev 2008  | Kitt Peak        | Spacewatch          | —         | MPC                           |
| 364852     | 2008 CP209 | 3 fev 2008  | Catalina         | CSS                 | —         | MPC                           |
| 364853     | 2008 CK212 | 7 fev 2008  | Mount Lemmon     | Mount Lemmon Survey | —         | MPC                           |
| 364854     | 2008 DV6   | 24 fev 2008 | Mount Lemmon     | Mount Lemmon Survey | —         | MPC                           |
| 364855     | 2008 DZ7   | 10 fev 2008 | Kitt Peak        | Spacewatch          | —         | MPC                           |
| 364856     | 2008 DV10  | 18 nov 2007 | Mount Lemmon     | Mount Lemmon Survey | —         | MPC                           |
| 364857     | 2008 DZ10  | 26 fev 2008 | Kitt Peak        | Spacewatch          | —         | MPC                           |
| 364858     | 2008 DE16  | 27 fev 2008 | Catalina         | CSS                 | —         | MPC                           |
| 364859     | 2008 DG16  | 27 fev 2008 | Kitt Peak        | Spacewatch          | —         | MPC                           |
| 364860     | 2008 DP18  | 26 fev 2008 | Mount Lemmon     | Mount Lemmon Survey | —         | MPC                           |
| 364861     | 2008 DQ21  | 28 fev 2008 | Catalina         | CSS                 | —         | MPC                           |
| 364862     | 2008 DB30  | 26 fev 2008 | Mount Lemmon     | Mount Lemmon Survey | —         | MPC                           |
| 364863     | 2008 DF31  | 27 fev 2008 | Kitt Peak        | Spacewatch          | Eos       | MPC                           |
| 364864     | 2008 DX36  | 27 fev 2008 | Kitt Peak        | Spacewatch          | —         | MPC                           |
| 364865     | 2008 DS37  | 27 fev 2008 | Mount Lemmon     | Mount Lemmon Survey | —         | MPC                           |
| 364866     | 2008 DZ48  | 29 fev 2008 | Catalina         | CSS                 | —         | MPC                           |
| 364867     | 2008 DQ49  | 29 fev 2008 | Mount Lemmon     | Mount Lemmon Survey | —         | MPC                           |
| 364868     | 2008 DR52  | 29 fev 2008 | Mount Lemmon     | Mount Lemmon Survey | —         | MPC                           |
| 364869     | 2008 DJ56  | 17 nov 2007 | Kitt Peak        | Spacewatch          | —         | MPC                           |
| 364870     | 2008 DP57  | 28 fev 2008 | Catalina         | CSS                 | —         | MPC                           |
| 364871     | 2008 DU63  | 28 fev 2008 | Mount Lemmon     | Mount Lemmon Survey | —         | MPC                           |
| 364872     | 2008 DF70  | 18 fev 2008 | Catalina         | CSS                 | —         | MPC                           |
| 364873     | 2008 DJ76  | 28 fev 2008 | Mount Lemmon     | Mount Lemmon Survey | —         | MPC                           |
| 364874     | 2008 DH84  | 27 fev 2008 | Kitt Peak        | Spacewatch          | —         | MPC                           |
| 364875     | 2008 DP89  | 29 fev 2008 | XuYi             | PMO NEO             | —         | MPC                           |
| 364876     | 2008 EJ4   | 29 fev 2008 | XuYi             | PMO NEO             | —         | MPC                           |
| 364877     | 2008 EM9   | 9 mar 2008  | Siding Spring    | SSS                 | —         | MPC                           |
| 364878     | 2008 EU11  | 1 mar 2008  | Kitt Peak        | Spacewatch          | —         | MPC                           |
| 364879     | 2008 EP25  | 3 mar 2008  | XuYi             | PMO NEO             | —         | MPC                           |
| 364880     | 2008 ET29  | 4 mar 2008  | Mount Lemmon     | Mount Lemmon Survey | —         | MPC                           |
| 364881     | 2008 EG30  | 16 nov 2006 | Kitt Peak        | Spacewatch          | —         | MPC                           |
| 364882     | 2008 ER38  | 1 mar 2008  | Kitt Peak        | Spacewatch          | —         | MPC                           |
| 364883     | 2008 EU38  | 10 fev 2008 | Kitt Peak        | Spacewatch          | —         | MPC                           |
| 364884     | 2008 EF39  | 18 set 2006 | Catalina         | CSS                 | —         | MPC                           |
| 364885     | 2008 EJ43  | 4 mar 2008  | Mount Lemmon     | Mount Lemmon Survey | —         | MPC                           |
| 364886     | 2008 EL49  | 6 mar 2008  | Kitt Peak        | Spacewatch          | —         | MPC                           |
| 364887     | 2008 EU56  | 18 fev 2008 | Mount Lemmon     | Mount Lemmon Survey | —         | MPC                           |
| 364888     | 2008 EN57  | 18 fev 2008 | Mount Lemmon     | Mount Lemmon Survey | —         | MPC                           |
| 364889     | 2008 EQ57  | 7 mar 2008  | Kitt Peak        | Spacewatch          | —         | MPC                           |
| 364890     | 2008 EF62  | 9 mar 2008  | Mount Lemmon     | Mount Lemmon Survey | Brangane  | MPC                           |
| 364891     | 2008 EO62  | 9 mar 2008  | Mount Lemmon     | Mount Lemmon Survey | —         | MPC                           |
| 364892     | 2008 EY69  | 4 mar 2008  | Mount Lemmon     | Mount Lemmon Survey | —         | MPC                           |
| 364893     | 2008 ER71  | 6 mar 2008  | Mount Lemmon     | Mount Lemmon Survey | —         | MPC                           |
| 364894     | 2008 EZ72  | 7 mar 2008  | Kitt Peak        | Spacewatch          | Eos       | MPC                           |
| 364895     | 2008 EX76  | 7 mar 2008  | Kitt Peak        | Spacewatch          | —         | MPC                           |
| 364896     | 2008 ET78  | 8 mar 2008  | Mount Lemmon     | Mount Lemmon Survey | —         | MPC                           |
| 364897     | 2008 EU79  | 9 mar 2008  | Mount Lemmon     | Mount Lemmon Survey | —         | MPC                           |
| 364898     | 2008 EG86  | 7 mar 2008  | Catalina         | CSS                 | —         | MPC                           |
| 364899     | 2008 EU105 | 6 mar 2008  | Mount Lemmon     | Mount Lemmon Survey | —         | MPC                           |
| 364900     | 2008 EF107 | 6 mar 2008  | Mount Lemmon     | Mount Lemmon Survey | —         | MPC                           |

## 364901–365000
| Designação | Designação | Descoberta  | Descoberta       | Descobridor(es)     | Categoria | Mais informações / Referência |
| Permanente | Provisória | Data        | Local            | Descobridor(es)     | Categoria | Mais informações / Referência |
| ---------- | ---------- | ----------- | ---------------- | ------------------- | --------- | ----------------------------- |
| 364901     | 2008 EX110 | 1 mar 2008  | Kitt Peak        | Spacewatch          | —         | MPC                           |
| 364902     | 2008 EW121 | 9 mar 2008  | Kitt Peak        | Spacewatch          | —         | MPC                           |
| 364903     | 2008 EZ122 | 9 mar 2008  | Kitt Peak        | Spacewatch          | —         | MPC                           |
| 364904     | 2008 EW129 | 11 mar 2008 | Kitt Peak        | Spacewatch          | —         | MPC                           |
| 364905     | 2008 EY130 | 7 out 2005  | Catalina         | CSS                 | Eos       | MPC                           |
| 364906     | 2008 EE132 | 11 mar 2008 | Kitt Peak        | Spacewatch          | —         | MPC                           |
| 364907     | 2008 EJ135 | 11 mar 2008 | Kitt Peak        | Spacewatch          | —         | MPC                           |
| 364908     | 2008 EF136 | 11 mar 2008 | Kitt Peak        | Spacewatch          | —         | MPC                           |
| 364909     | 2008 EY140 | 12 mar 2008 | Kitt Peak        | Spacewatch          | —         | MPC                           |
| 364910     | 2008 EZ146 | 7 mar 2008  | Nyukasa          | Mount Nyukasa Stn.  | —         | MPC                           |
| 364911     | 2008 ER148 | 2 mar 2008  | Kitt Peak        | Spacewatch          | —         | MPC                           |
| 364912     | 2008 EM149 | 4 mar 2008  | Mount Lemmon     | Mount Lemmon Survey | —         | MPC                           |
| 364913     | 2008 EL150 | 10 mar 2008 | Kitt Peak        | Spacewatch          | Themis    | MPC                           |
| 364914     | 2008 EF153 | 11 mar 2008 | Mount Lemmon     | Mount Lemmon Survey | —         | MPC                           |
| 364915     | 2008 ED154 | 15 mar 2008 | Mount Lemmon     | Mount Lemmon Survey | —         | MPC                           |
| 364916     | 2008 ES154 | 13 mar 2008 | Mount Lemmon     | Mount Lemmon Survey | —         | MPC                           |
| 364917     | 2008 EQ156 | 10 mar 2008 | Kitt Peak        | Spacewatch          | —         | MPC                           |
| 364918     | 2008 EX157 | 19 mai 2004 | Campo Imperatore | CINEOS              | —         | MPC                           |
| 364919     | 2008 EY160 | 2 mar 2008  | Kitt Peak        | Spacewatch          | —         | MPC                           |
| 364920     | 2008 ED161 | 5 mar 2008  | Mount Lemmon     | Mount Lemmon Survey | —         | MPC                           |
| 364921     | 2008 EV161 | 10 mar 2008 | Kitt Peak        | Spacewatch          | —         | MPC                           |
| 364922     | 2008 EA162 | 28 fev 2008 | Kitt Peak        | Spacewatch          | —         | MPC                           |
| 364923     | 2008 FF2   | 25 mar 2008 | Kitt Peak        | Spacewatch          | —         | MPC                           |
| 364924     | 2008 FK9   | 26 mar 2008 | Kitt Peak        | Spacewatch          | —         | MPC                           |
| 364925     | 2008 FK13  | 26 mar 2008 | Mount Lemmon     | Mount Lemmon Survey | Brangane  | MPC                           |
| 364926     | 2008 FG24  | 27 mar 2008 | Kitt Peak        | Spacewatch          | —         | MPC                           |
| 364927     | 2008 FY25  | 27 mar 2008 | Kitt Peak        | Spacewatch          | —         | MPC                           |
| 364928     | 2008 FB47  | 28 mar 2008 | Mount Lemmon     | Mount Lemmon Survey | —         | MPC                           |
| 364929     | 2008 FT49  | 28 mar 2008 | Mount Lemmon     | Mount Lemmon Survey | —         | MPC                           |
| 364930     | 2008 FX56  | 28 mar 2008 | Mount Lemmon     | Mount Lemmon Survey | —         | MPC                           |
| 364931     | 2008 FT64  | 28 mar 2008 | Kitt Peak        | Spacewatch          | —         | MPC                           |
| 364932     | 2008 FQ67  | 28 mar 2008 | Mount Lemmon     | Mount Lemmon Survey | —         | MPC                           |
| 364933     | 2008 FU71  | 30 mar 2008 | Kitt Peak        | Spacewatch          | —         | MPC                           |
| 364934     | 2008 FX74  | 15 dez 2006 | Kitt Peak        | Spacewatch          | —         | MPC                           |
| 364935     | 2008 FG82  | 1 mar 2008  | Kitt Peak        | Spacewatch          | —         | MPC                           |
| 364936     | 2008 FQ95  | 29 mar 2008 | Mount Lemmon     | Mount Lemmon Survey | —         | MPC                           |
| 364937     | 2008 FB109 | 31 mar 2008 | Mount Lemmon     | Mount Lemmon Survey | —         | MPC                           |
| 364938     | 2008 FJ114 | 31 mar 2008 | Mount Lemmon     | Mount Lemmon Survey | —         | MPC                           |
| 364939     | 2008 FV114 | 12 mar 2008 | Kitt Peak        | Spacewatch          | —         | MPC                           |
| 364940     | 2008 FW117 | 31 mar 2008 | Kitt Peak        | Spacewatch          | —         | MPC                           |
| 364941     | 2008 FN118 | 31 mar 2008 | Mount Lemmon     | Mount Lemmon Survey | —         | MPC                           |
| 364942     | 2008 FT120 | 11 mar 2008 | Mount Lemmon     | Mount Lemmon Survey | —         | MPC                           |
| 364943     | 2008 FK124 | 30 mar 2008 | Kitt Peak        | Spacewatch          | —         | MPC                           |
| 364944     | 2008 FX127 | 28 mar 2008 | Kitt Peak        | Spacewatch          | —         | MPC                           |
| 364945     | 2008 GQ6   | 1 abr 2008  | Kitt Peak        | Spacewatch          | —         | MPC                           |
| 364946     | 2008 GV17  | 4 abr 2008  | Kitt Peak        | Spacewatch          | —         | MPC                           |
| 364947     | 2008 GM18  | 4 abr 2008  | Mount Lemmon     | Mount Lemmon Survey | —         | MPC                           |
| 364948     | 2008 GQ23  | 26 fev 2003 | Campo Imperatore | CINEOS              | —         | MPC                           |
| 364949     | 2008 GQ29  | 3 abr 2008  | Mount Lemmon     | Mount Lemmon Survey | —         | MPC                           |
| 364950     | 2008 GT33  | 3 abr 2008  | Mount Lemmon     | Mount Lemmon Survey | —         | MPC                           |
| 364951     | 2008 GE57  | 5 abr 2008  | Kitt Peak        | Spacewatch          | —         | MPC                           |
| 364952     | 2008 GE70  | 6 abr 2008  | Mount Lemmon     | Mount Lemmon Survey | —         | MPC                           |
| 364953     | 2008 GS70  | 7 abr 2008  | Kitt Peak        | Spacewatch          | —         | MPC                           |
| 364954     | 2008 GE80  | 31 mar 2008 | Mount Lemmon     | Mount Lemmon Survey | Maria     | MPC                           |
| 364955     | 2008 GK81  | 7 abr 2008  | Kitt Peak        | Spacewatch          | —         | MPC                           |
| 364956     | 2008 GN82  | 28 mar 2008 | Kitt Peak        | Spacewatch          | —         | MPC                           |
| 364957     | 2008 GR86  | 31 mar 2008 | Mount Lemmon     | Mount Lemmon Survey | —         | MPC                           |
| 364958     | 2008 GC88  | 6 abr 2008  | Kitt Peak        | Spacewatch          | —         | MPC                           |
| 364959     | 2008 GD94  | 7 abr 2008  | Kitt Peak        | Spacewatch          | —         | MPC                           |
| 364960     | 2008 GJ105 | 3 out 2005  | Catalina         | CSS                 | —         | MPC                           |
| 364961     | 2008 GB107 | 9 fev 2008  | Mount Lemmon     | Mount Lemmon Survey | —         | MPC                           |
| 364962     | 2008 GZ122 | 13 abr 2008 | Kitt Peak        | Spacewatch          | —         | MPC                           |
| 364963     | 2008 GV126 | 14 abr 2008 | Mount Lemmon     | Mount Lemmon Survey | —         | MPC                           |
| 364964     | 2008 GM132 | 13 abr 2008 | Mount Lemmon     | Mount Lemmon Survey | —         | MPC                           |
| 364965     | 2008 GJ139 | 3 abr 2008  | Mount Lemmon     | Mount Lemmon Survey | Eos       | MPC                           |
| 364966     | 2008 GH141 | 15 abr 2008 | Kitt Peak        | Spacewatch          | —         | MPC                           |
| 364967     | 2008 GN145 | 7 abr 2008  | Kitt Peak        | Spacewatch          | —         | MPC                           |
| 364968     | 2008 HA3   | 7 abr 2008  | Bergisch Gladbac | W. Bickel           | —         | MPC                           |
| 364969     | 2008 HF3   | 28 abr 2008 | Mount Lemmon     | Mount Lemmon Survey | —         | MPC                           |
| 364970     | 2008 HG6   | 14 set 2005 | Kitt Peak        | Spacewatch          | —         | MPC                           |
| 364971     | 2008 HU14  | 4 abr 2008  | Catalina         | CSS                 | —         | MPC                           |
| 364972     | 2008 HC20  | 26 abr 2008 | Kitt Peak        | Spacewatch          | —         | MPC                           |
| 364973     | 2008 HS21  | 5 abr 2008  | Kitt Peak        | Spacewatch          | —         | MPC                           |
| 364974     | 2008 HN22  | 26 abr 2008 | Kitt Peak        | Spacewatch          | —         | MPC                           |
| 364975     | 2008 HB25  | 27 abr 2008 | Kitt Peak        | Spacewatch          | Chimaera  | MPC                           |
| 364976     | 2008 HO25  | 27 abr 2008 | Kitt Peak        | Spacewatch          | Brangane  | MPC                           |
| 364977     | 2008 HD38  | 30 abr 2008 | Mount Lemmon     | Mount Lemmon Survey | —         | MPC                           |
| 364978     | 2008 HQ42  | 12 mar 2008 | Kitt Peak        | Spacewatch          | —         | MPC                           |
| 364979     | 2008 HX46  | 16 abr 2008 | Mount Lemmon     | Mount Lemmon Survey | —         | MPC                           |
| 364980     | 2008 HM54  | 29 abr 2008 | Kitt Peak        | Spacewatch          | —         | MPC                           |
| 364981     | 2008 HE59  | 30 abr 2008 | Mount Lemmon     | Mount Lemmon Survey | Maria     | MPC                           |
| 364982     | 2008 HN62  | 30 abr 2008 | Kitt Peak        | Spacewatch          | Eos       | MPC                           |
| 364983     | 2008 HP65  | 29 abr 2008 | Socorro          | LINEAR              | —         | MPC                           |
| 364984     | 2008 HB66  | 30 abr 2008 | Mount Lemmon     | Mount Lemmon Survey | Eos       | MPC                           |
| 364985     | 2008 HS67  | 30 abr 2008 | Mount Lemmon     | Mount Lemmon Survey | —         | MPC                           |
| 364986     | 2008 JR2   | 3 mai 2008  | Kitt Peak        | Spacewatch          | —         | MPC                           |
| 364987     | 2008 JY8   | 1 mai 2008  | Catalina         | CSS                 | —         | MPC                           |
| 364988     | 2008 JZ10  | 3 mai 2008  | Kitt Peak        | Spacewatch          | Brangane  | MPC                           |
| 364989     | 2008 JT12  | 3 mai 2008  | Kitt Peak        | Spacewatch          | —         | MPC                           |
| 364990     | 2008 JD18  | 4 mai 2008  | Kitt Peak        | Spacewatch          | —         | MPC                           |
| 364991     | 2008 JL33  | 10 abr 2008 | Kitt Peak        | Spacewatch          | —         | MPC                           |
| 364992     | 2008 JG39  | 6 mai 2008  | Mount Lemmon     | Mount Lemmon Survey | —         | MPC                           |
| 364993     | 2008 KA    | 16 mai 2008 | Kitt Peak        | Spacewatch          | —         | MPC                           |
| 364994     | 2008 KM1   | 26 mai 2008 | Kitt Peak        | Spacewatch          | —         | MPC                           |
| 364995     | 2008 KE3   | 25 dez 2005 | Kitt Peak        | Spacewatch          | Brangane  | MPC                           |
| 364996     | 2008 KF7   | 26 mai 2008 | Kitt Peak        | Spacewatch          | —         | MPC                           |
| 364997     | 2008 KJ10  | 28 mai 2008 | Mount Lemmon     | Mount Lemmon Survey | —         | MPC                           |
| 364998     | 2008 KG12  | 1 abr 2008  | Kitt Peak        | Spacewatch          | —         | MPC                           |
| 364999     | 2008 KO13  | 3 mai 2003  | Kitt Peak        | Spacewatch          | Eos       | MPC                           |
| 365000     | 2008 KV16  | 27 mai 2008 | Kitt Peak        | Spacewatch          | —         | MPC                           |